# Robe noire du cheval
Vous lisez un « bon article » labellisé en 2011.
Pour les articles homonymes, voir Noir (homonymie).
Robe du cheval
Le noir est une couleur de robe du cheval, où la peau et le pelage de l'animal sont complètement noirs. C'est aussi une robe de base chez le cheval, différents gènes tels que le Dun ou le Silver pouvant en modifier l'apparence. Lorsqu'elle est totalement dépourvue de poils blancs, elle est dite zain. Elle peut aussi présenter des marques blanches.
La robe noire est un critère obligatoire dans le standard de plusieurs races de chevaux telles que le Mérens pyrénéen, le Frison hollandais et le Minorquin ; elle est fréquente chez de nombreuses autres telles que le poney Fell, et le Shire. La classification des robes noires sur les papiers officiels des chevaux varie en fonction des pays. En France, les chevaux d'apparence noire à marques fauves, dits « noir pangaré » (bai-brun), sont par erreur considérés comme noirs, mais ce n'est pas le cas dans la plupart des autres pays, dont les États-Unis. La robe noire est due à la présence d'un allèle dominant du gène Extension (« E »), combinée à l'absence de l'allèle dominant du gène Agouti (« A »). L'eumélanine responsable de la couleur noire s'exprime, tandis que la phéomélanine, responsable de la couleur alezan, reste à l'état récessif.
Les chevaux noirs ont de tous temps marqué la culture et l'imaginaire, grâce à une symbolique que l'on retrouve dans plusieurs mythes, légendes, ou histoires folkloriques, jusqu'aux superstitions et usages anciens. Cette robe, source d'inspiration pour les écrivains, a donné son titre à l'une des plus célèbres sagas de littérature jeunesse mettant en scène un cheval : L'Étalon noir, ainsi qu'au tout premier roman animalier, Black Beauty.

## Identification

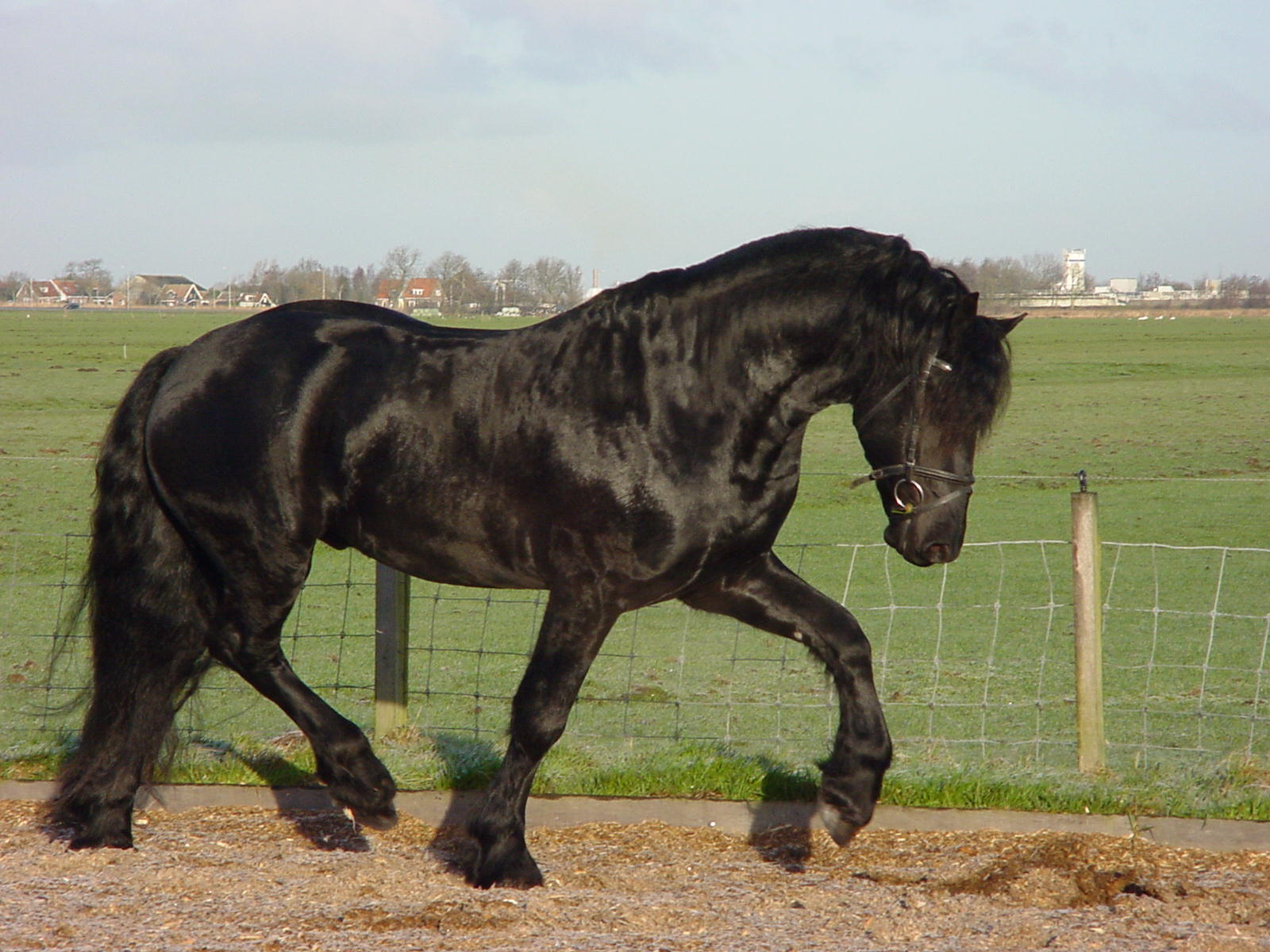
La robe noire zain de ce Frison présente des reflets lustrés, sans aucune trace de couleur blanche.

Jusqu'aux découvertes génétiques à la fin du XXe siècle, l'identification de la robe noire dépend de sa seule observation visuelle. Les véritables chevaux noirs sont moins fréquents que les bais et les alezans, deux autres robes de base du cheval. Ils présentent des yeux très foncés, la peau noire et des crins noirs, qui peuvent éventuellement présenter des nuances de roux à leurs extrémités. Les sabots sont généralement noirs,. Les chevaux noirs qui ne présentent aucun poil blanc sont dits zains, et ceux qui ont une robe très foncée et luisante sont dits moreaux (fem. morelles). La robe noire peut, comme toute robe de base, présenter des marques blanches, et être affectée par différents gènes qui en modifient l'apparence.

### Reconnaissance
La plupart des pays reconnaissent séparément la robe noire. Notamment aux États-Unis, le nom de « robe noire » est utilisé pour désigner des chevaux qui n'ont aucun poil de couleur brune, noisette ou marron, sauf en cas de décoloration au soleil. En France, la présence éventuelle de marques brun-fauves au bout du nez, autour des yeux, sur le ventre et à l'intérieur des cuisses forme la robe dite « noire pangarée », longtemps nommée « bai-brun foncé » et classée administrativement avec les robes baies, mais désormais rattachée (à tort) à la famille des robes noires. En Espagne, les propriétaires de chevaux confondent les animaux noirs et noirs pangarés sous le même nom, prieto, pouvant être traduit par « sombre ».

### Évolution de la robe

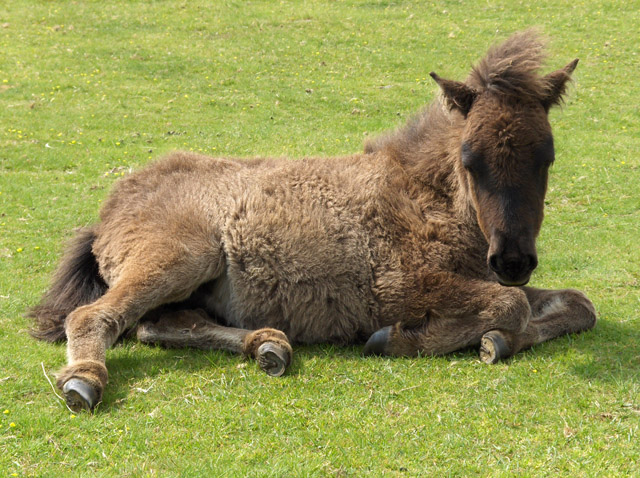
Ce poulain de poney Fell est né avec une bourre claire qu'il va perdre peu à peu en grandissant.

La robe noire évolue de la naissance du poulain jusqu'à l'âge adulte. Les poulains noirs naissent généralement recouverts d'une bourre gris foncé, avec une robe plus claire de quelques tons par rapport à celle qu'ils arborent à l'âge adulte, parfois confondue avec la robe souris. Ils présentent alors souvent des marques primitives comme la raie de mulet et des zébrures sur les membres. Leur robe de naissance devient de plus en plus foncée au fil du temps et ces marques primitives se font invisibles.

### Décoloration

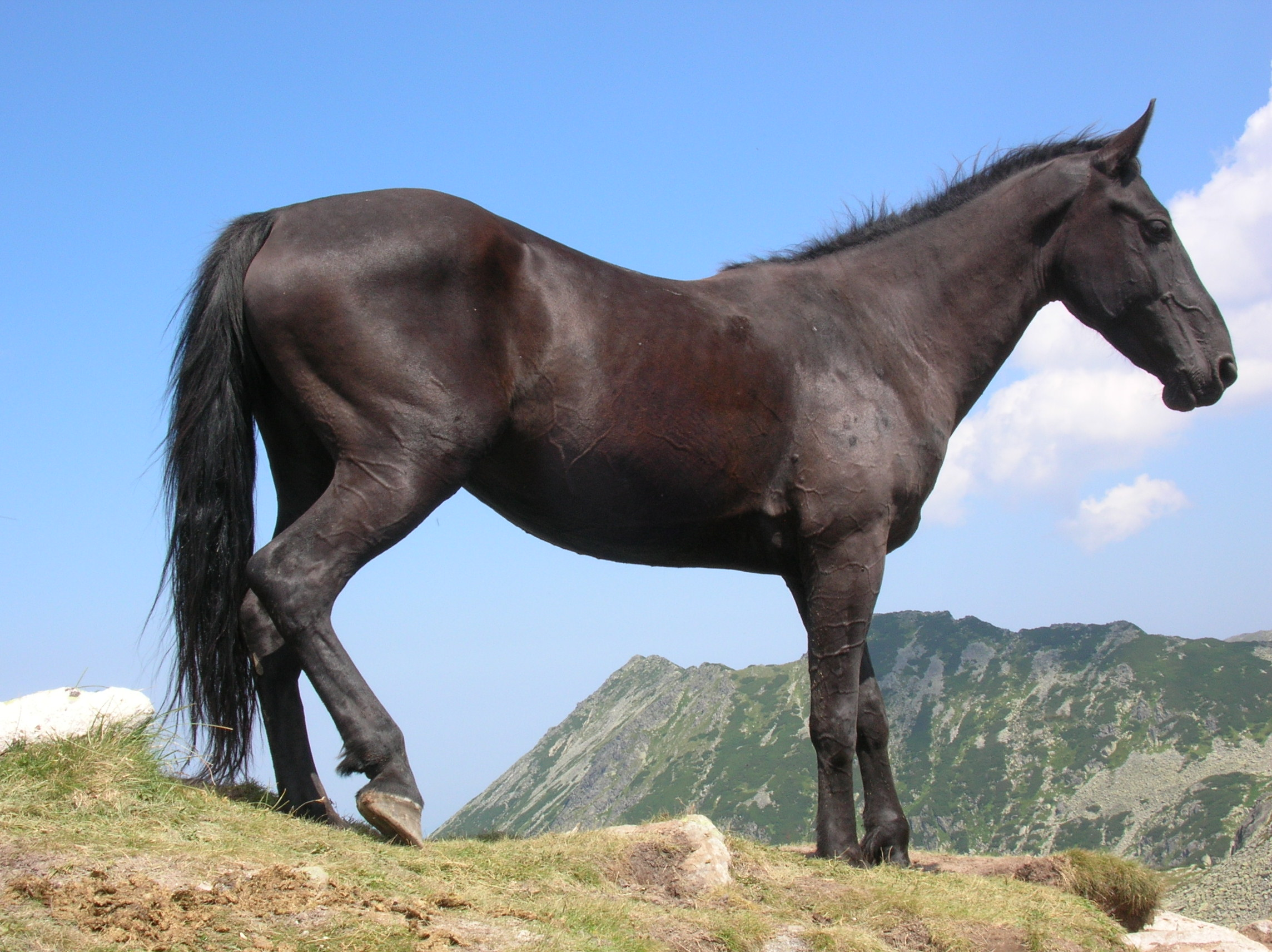
Ce cheval noir paraît brun à cause de l'action du soleil et des intempéries.

La plupart des chevaux noirs qui vivent toute l'année en plein air se « décolorent » sous l'action du soleil et des intempéries. Leur robe perd son aspect velouté pour adopter des reflets marron ou roux persistants, surtout au niveau des crins. En anglais, ils sont nommés raven black (« noir corbeau ») par opposition au jet black (« noir de jais »), et en Autriche, sommer rappe (noir d'été). Cette particularité tend à provoquer des confusions entre la robe noire et d'autres robes foncées, comme le bai-brun, le bai foncé et l'alezan brûlé,. La décoloration n'affecte toutefois que la surface des crins et du pelage : une tonte ou un examen minutieux révèlent facilement la nature d'un cheval noir. Un hippologue du XIXe siècle rapporte le cas d'une jument noire de jais habituellement gardée à l'écurie, qui s'est décolorée après un mois de travail en plein soleil.

### Marques blanches

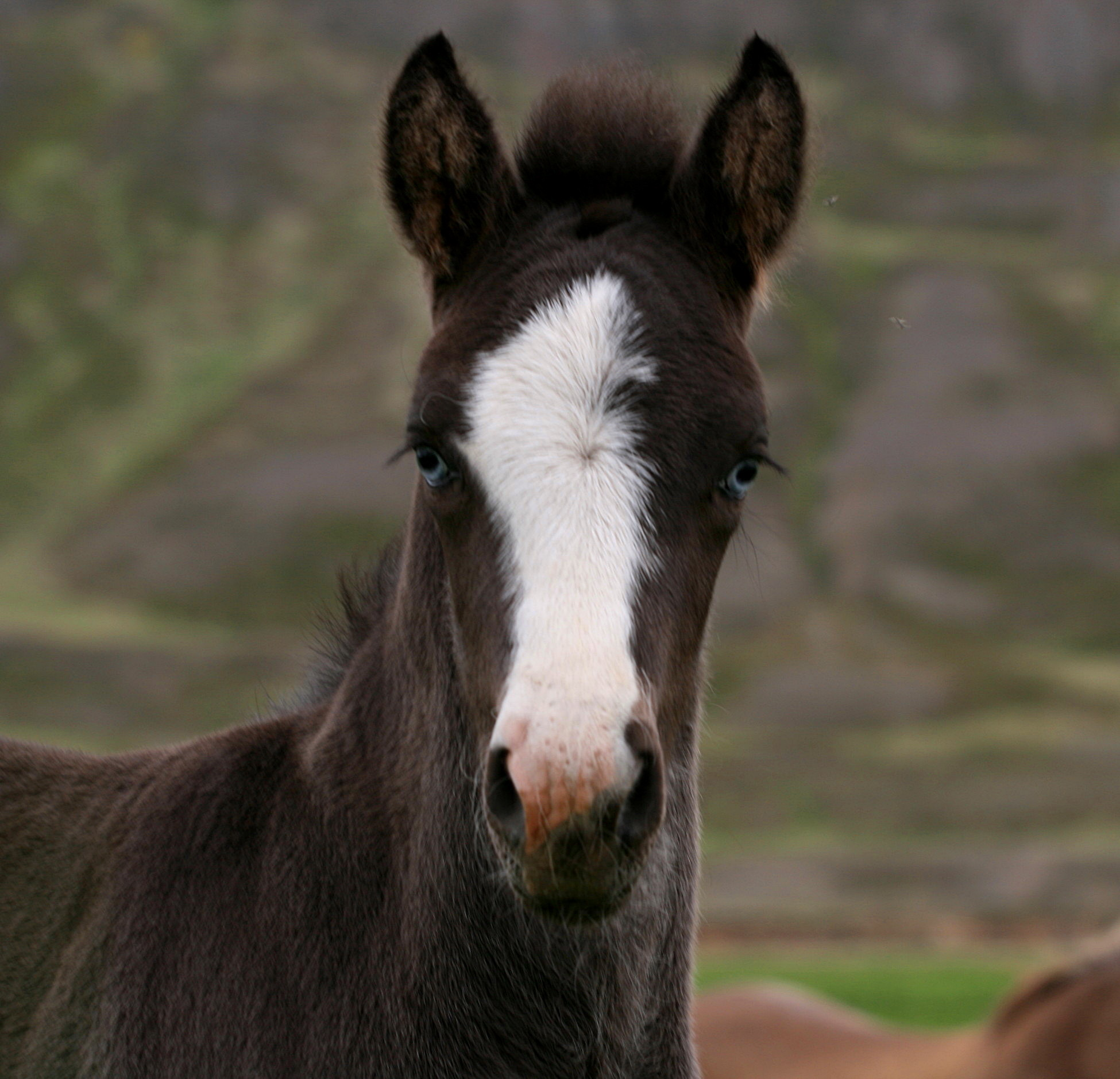
Poulain noir avec une liste en tête et des yeux bleus.

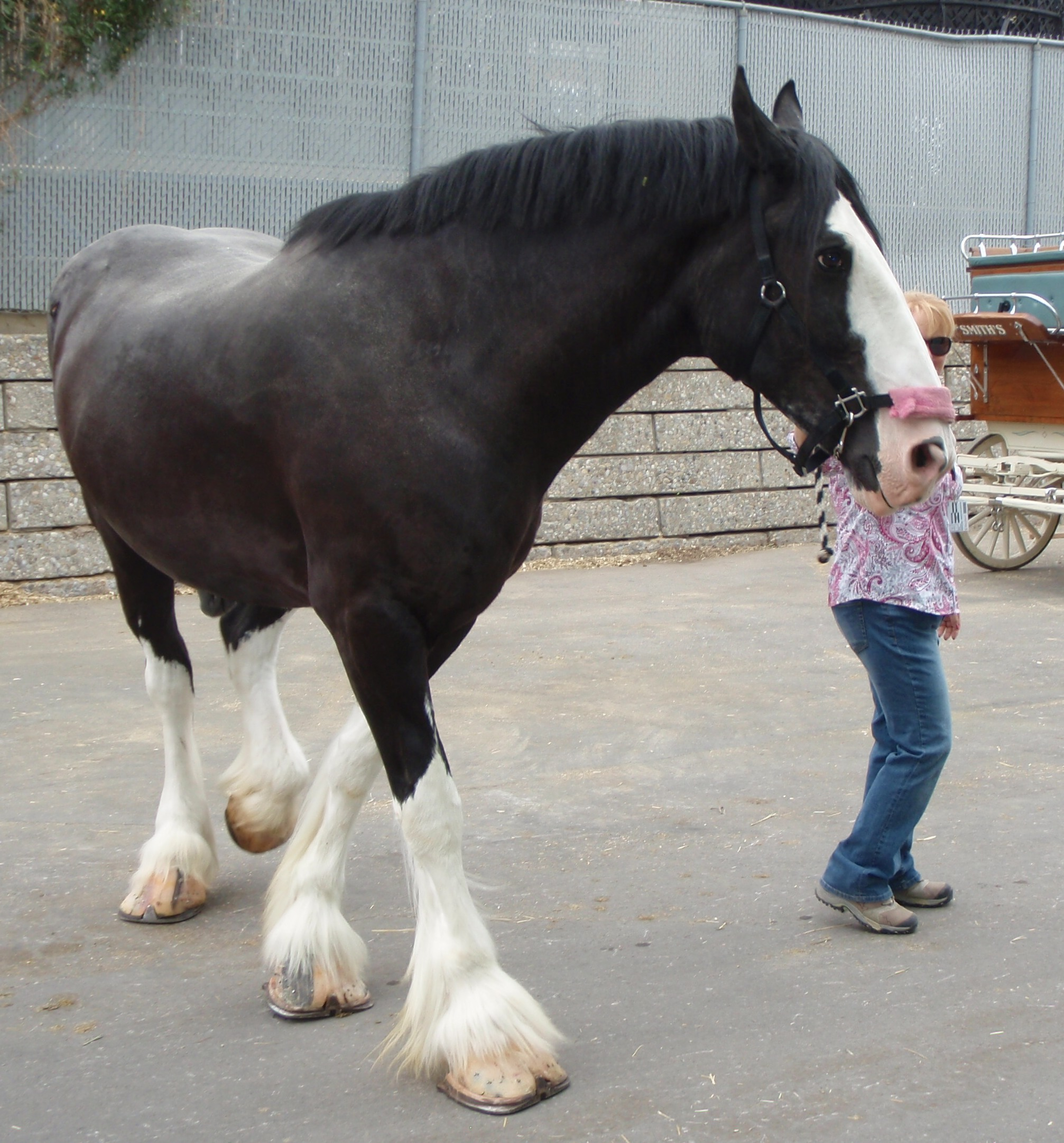
Clydesdale à la robe noire sabino, avec une liste en tête et de grandes balzanes blanches.

Un cheval noir peut présenter des marques blanches sur la tête (étoiles en tête, liste…) ou le bas des membres (balzane), bien qu'ils soient globalement moins marqués de blanc que les alezans. Ils présentent alors des zones dépigmentées (à la peau rose), et sous leurs balzanes, des pieds à la corne claire ou striée. Si les marques blanches atteignent le niveau des yeux, un œil ou deux yeux bleus sont également possibles. Les marques blanches sont particulièrement fréquentes chez le Shire, mais les standards du Frison et du Mérens les interdisent.

### Confusions

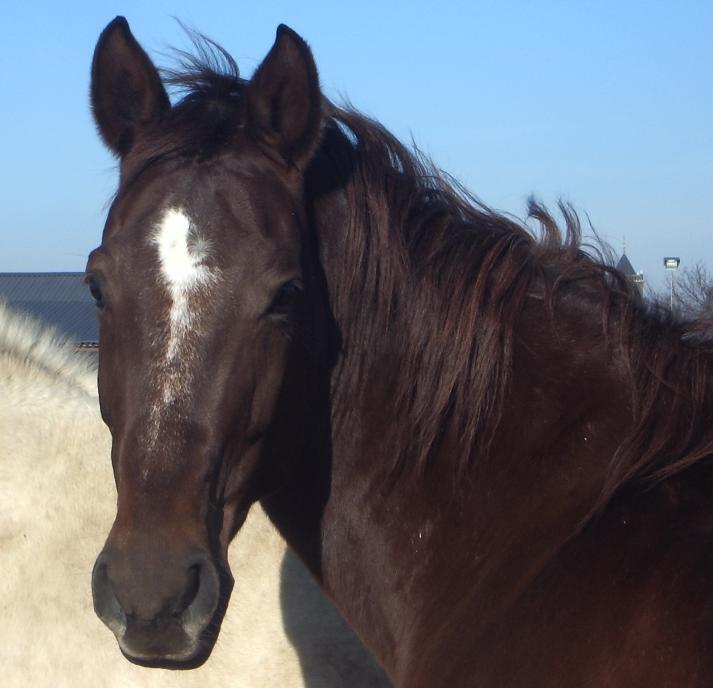
Un cheval alezan brûlé, dont le pelage et les crins sont de couleur chocolat, et non pas noire.

#### Bai foncé, alezan brûlé
Les robes alezan brûlé et bai foncé peuvent être confondues avec le noir. Le phénotype des chevaux bai foncé et alezan brûlé peut paraître noir, mais il est en réalité de couleur brun foncé sur toute sa profondeur. C'est une raison pour laquelle le nom de robe « noir » est longtemps resté absent des papiers d'identification des chevaux en France, remplacé par « bai brun foncé » ou « alezan brulé ». Un test ADN a été développé pour détecter la présence des génotypes Extension et Agouti. Il permet de déterminer si un cheval qui paraît noir à l’œil est en réalité alezan ou bai. Une autre source de confusion est l'utilisation du nom de robe « chocolat » en français, et en anglais de « brown », lorsque l'observateur du cheval ne peut pas déterminer s'il est alezan brûlé, bai foncé ou noir.

#### Noir pangaré ou bai-brun

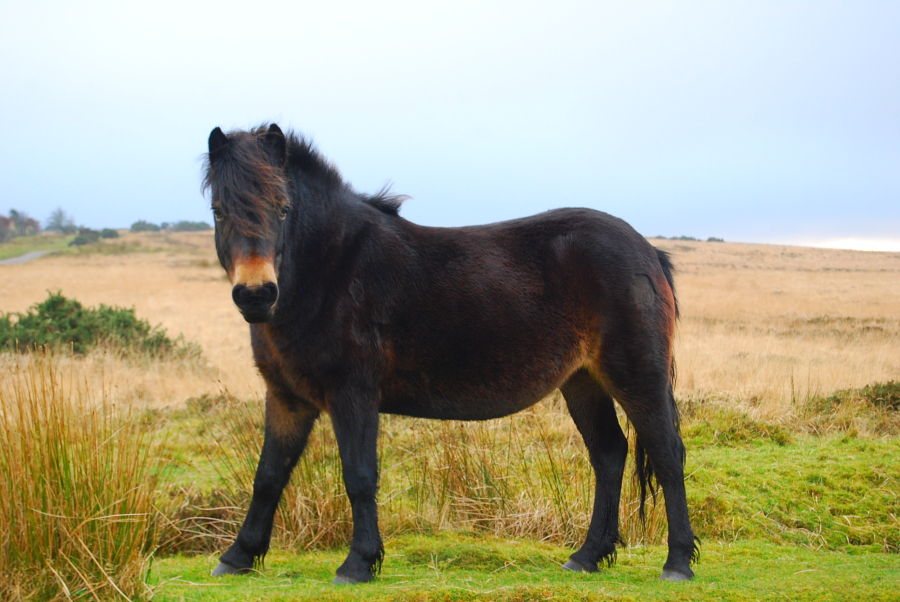
Poney Exmoor bai-brun et pangaré.

Le bai-brun est une robe visuellement noire, avec une décoloration brun-roux du bout du nez, du contour de l'œil et du ventre, remontant légèrement sur les flancs. La réalité génétique quant au statut de cette robe, nommée seal brown (soit « brun phoque ») en anglais, a fait l'objet de longs débats parmi les communautés scientifiques. La plupart des propriétaires de chevaux pensent que cette robe se rattache au groupe des robes baies. Une façon de différencier un cheval noir décoloré sous l'action du soleil d'un cheval bai-brun est de regarder le contour de ses yeux : chez le cheval noir, il est parfaitement noir. À l'inverse, les chevaux bai-brun ont le contour de l'œil marron. Le bai-brun est nommé noir pangaré en France depuis 1999. Considérée jusqu'en 2001 comme le résultat de l'action du gène Mealy, responsable de toutes les robes « pangarées », sur la robe noire (d'où le nom de noir « pangaré »), cette robe n'est désormais plus reconnue comme telle, bien qu'elle appartienne effectivement à la même famille que les robes noires.

## Sélection

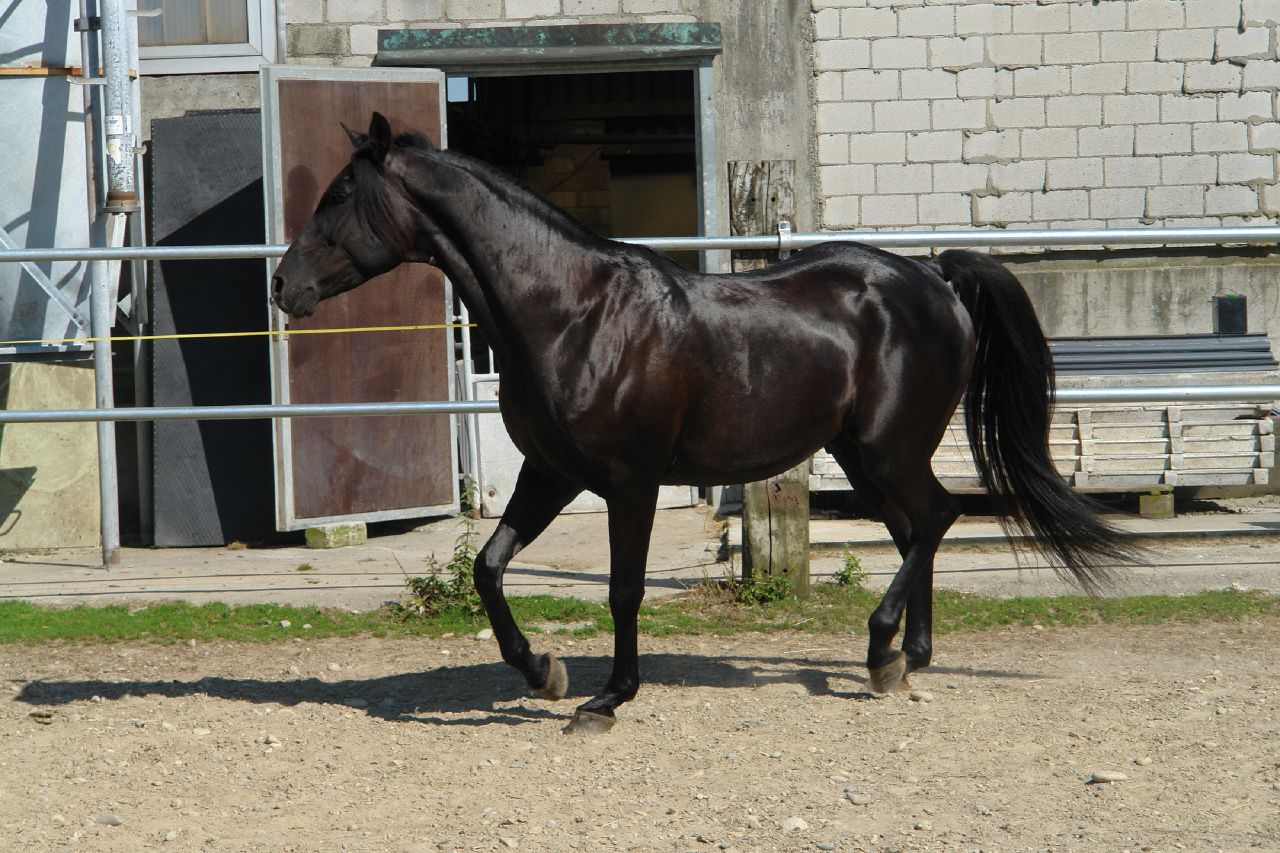
Pur-sang arabe noir.

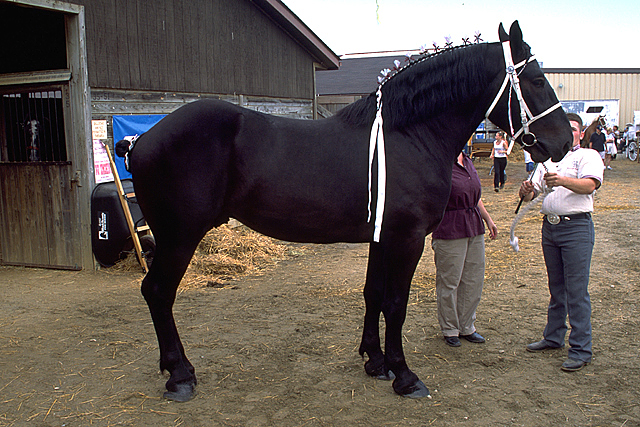
Percheron noir, aux États-Unis.

La fréquence de la robe noire est relativement peu élevée chez la plupart des races de chevaux, mais elle est présente parmi la grande majorité de ces races, à l'exception de celles qui sont sélectionnées sur une autre couleur de robe spécifique, comme le Fjord, le Cleveland Bay, l'Haflinger et le Suffolk Punch. Cette fréquence a varié au cours de l'histoire, suivant les courants de mode et l'élevage sélectif,.

### Apparition de la robe noire chez le cheval sauvage
La domestication du cheval a énormément accru la variété de ses robes, mais le noir est l'une des trois qui soient présentes chez les premières populations d'animaux sauvages, avec le bai et l'alezan, ces trois robes formant par ailleurs la base de toutes les autres. Les robes sombres ont peut-être été privilégiées par la sélection naturelle à l'état sauvage car elles fournissaient un camouflage contre les prédateurs. Parmi ces robes de base, le bai est dominant sur le noir et les deux sont épistatiques avec l'alezan.
La robe noire est très répandue chez le cheval 5 700 ans av. J.C., comme le bai. Une étude effectuée sur des ossements montre qu'elle n'apparaît ni en Sibérie ni en Europe centrale et de l'Est à la fin du Pléistocène, par contre, elle est présente au début de l'Holocène, probablement à la suite de migrations de populations chevalines après la période glaciaire, à moins qu'il s'agisse d'une adaptation due à l'augmentation de la couverture forestière.

### Races présentant la robe noire

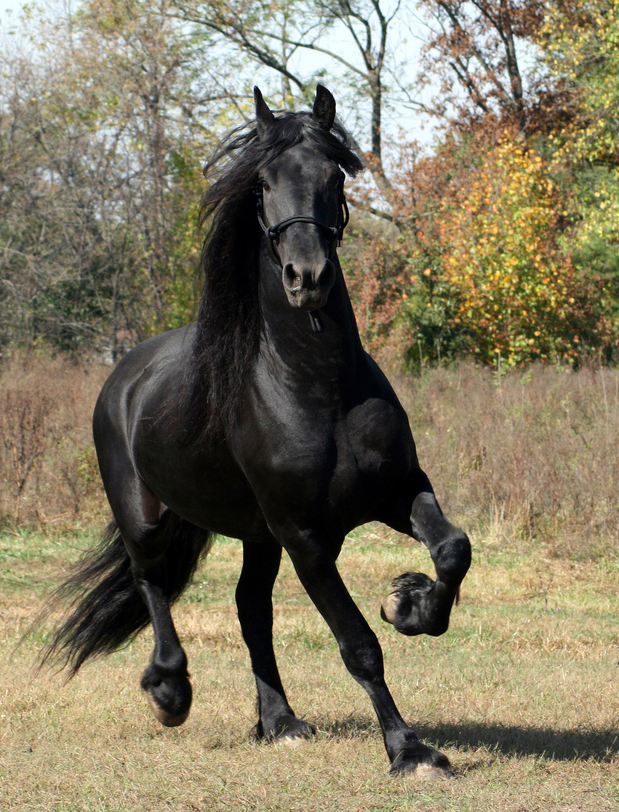
Le Frison est le plus connu des chevaux noirs, la race ne présentant que cette robe.

Les robes noires sont habituellement plus fréquentes chez les chevaux issus de lignées espagnoles, nordiques, et chez les traits que chez les chevaux à sang chaud comme le Pur-sang et l'Arabe. La robe est rare chez le Pur-sang, bien que des chevaux de cette couleur se soient fait un nom dans le turf anglais au milieu du XIXe siècle. Il existe des élevages spécialisés dans l'Arabe de robe noire, notamment aux États-Unis.
Les standards du Frison, du Mérens, et du Minorquin n'acceptent que des individus noirs, ces trois races étant réputées pour leur sélection sur la couleur de robe. C'était aussi le cas du cheval de trait Nivernais, sélectionné exclusivement sur la couleur noire avant sa fusion dans le stud-book du Percheron.
D'autres races portent fréquemment une robe noire, bien que leur standard en accepte d'autres, comme le Murgese italien, les Nonius hongrois, les poneys Fell et Dales anglais, l'Ostfriesen allemand, le Shire anglais, le Kladruber et le Groningen. Le Old English Black était fréquemment noir, mais pas forcément sélectionné sur cette couleur à l'origine. En France, les chevaux Percherons (et Boulonnais) sont majoritairement gris mais aux États-Unis, la robe noire est plus fréquente,.

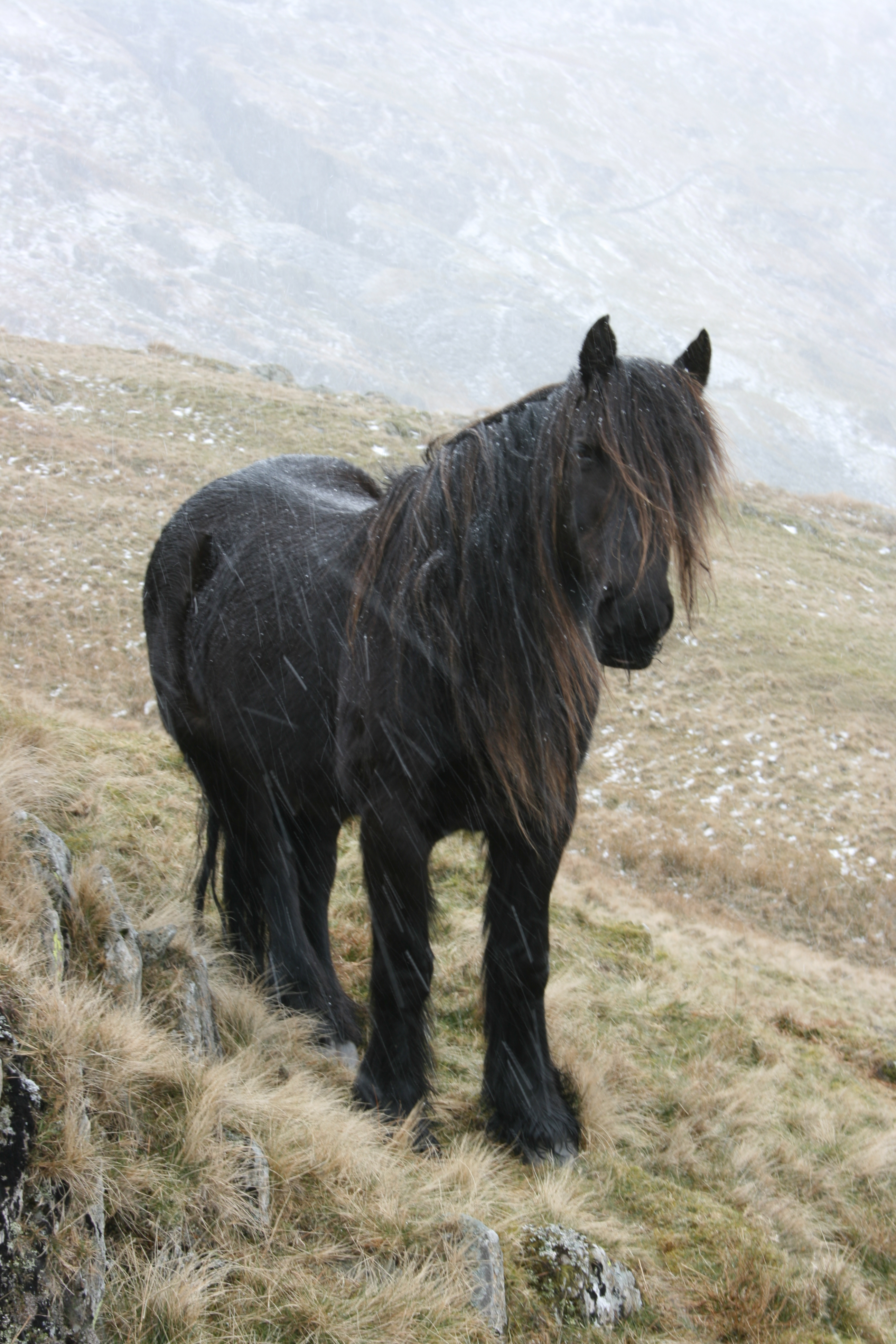
Poney Fell en liberté en Angleterre.
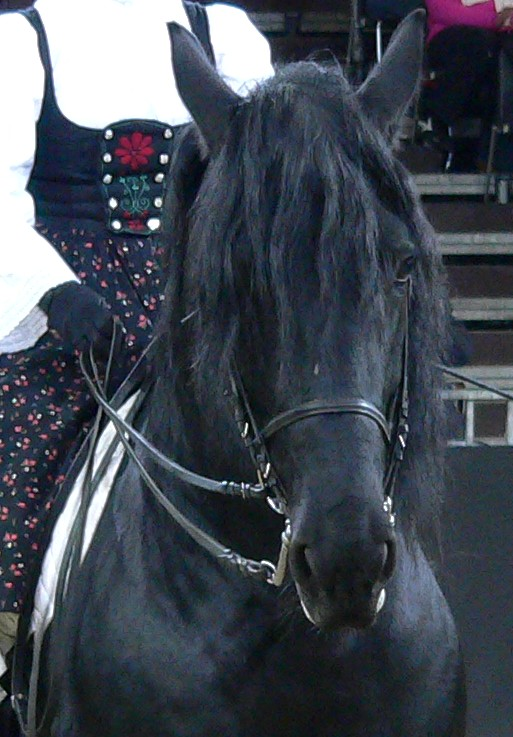
Murgese italien en représentation.
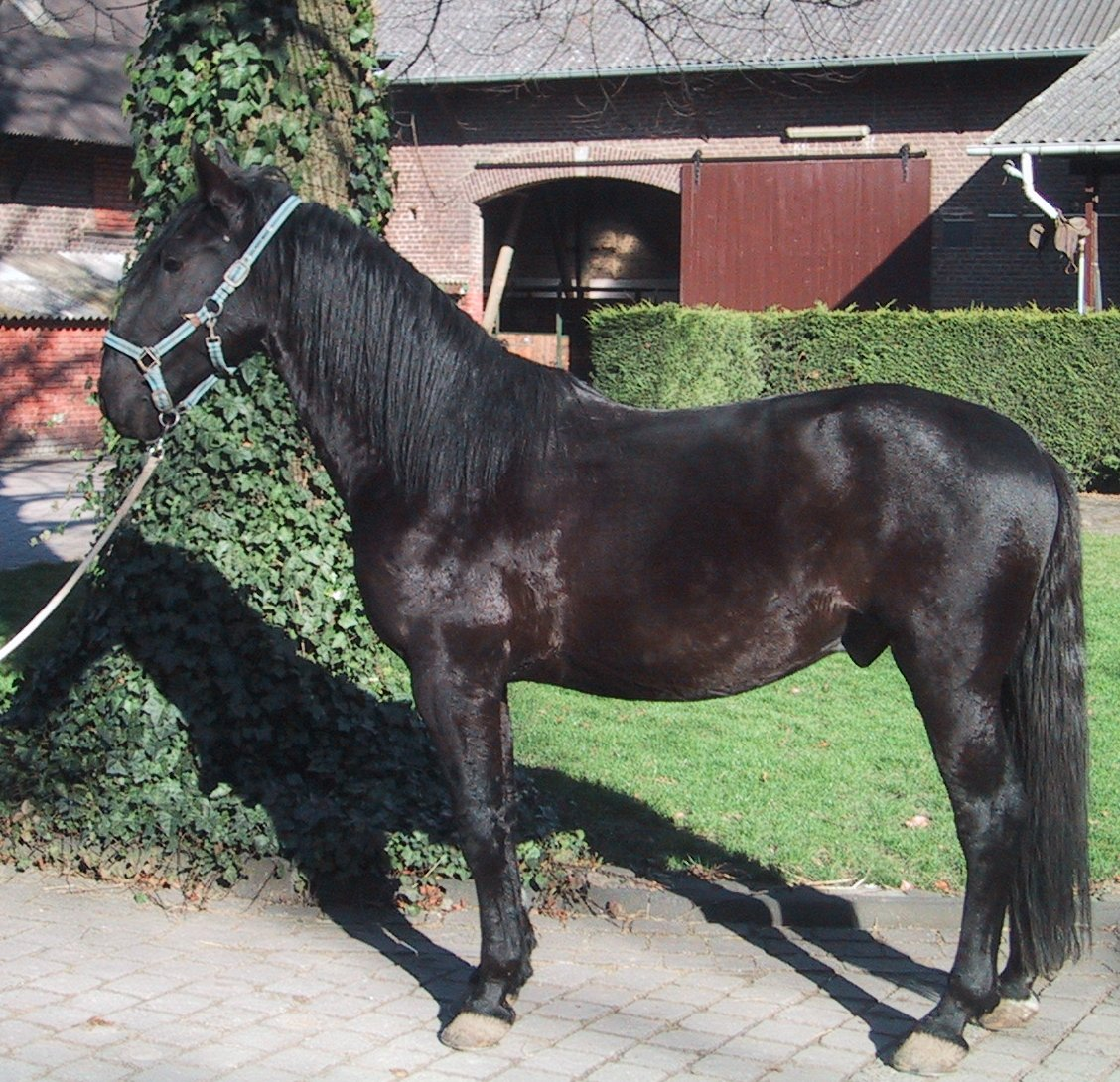
Kladruber.
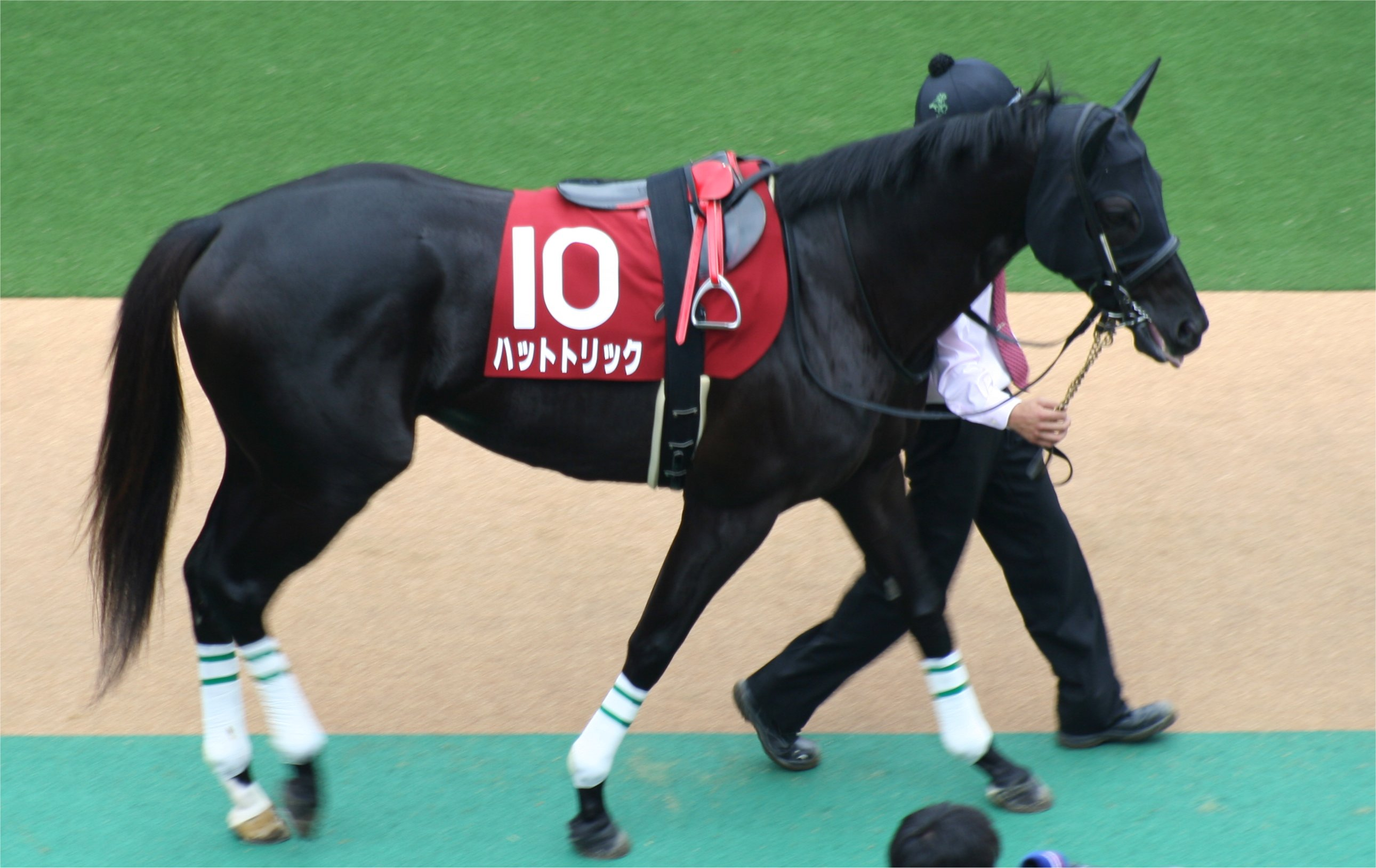
Pur-sang noir.
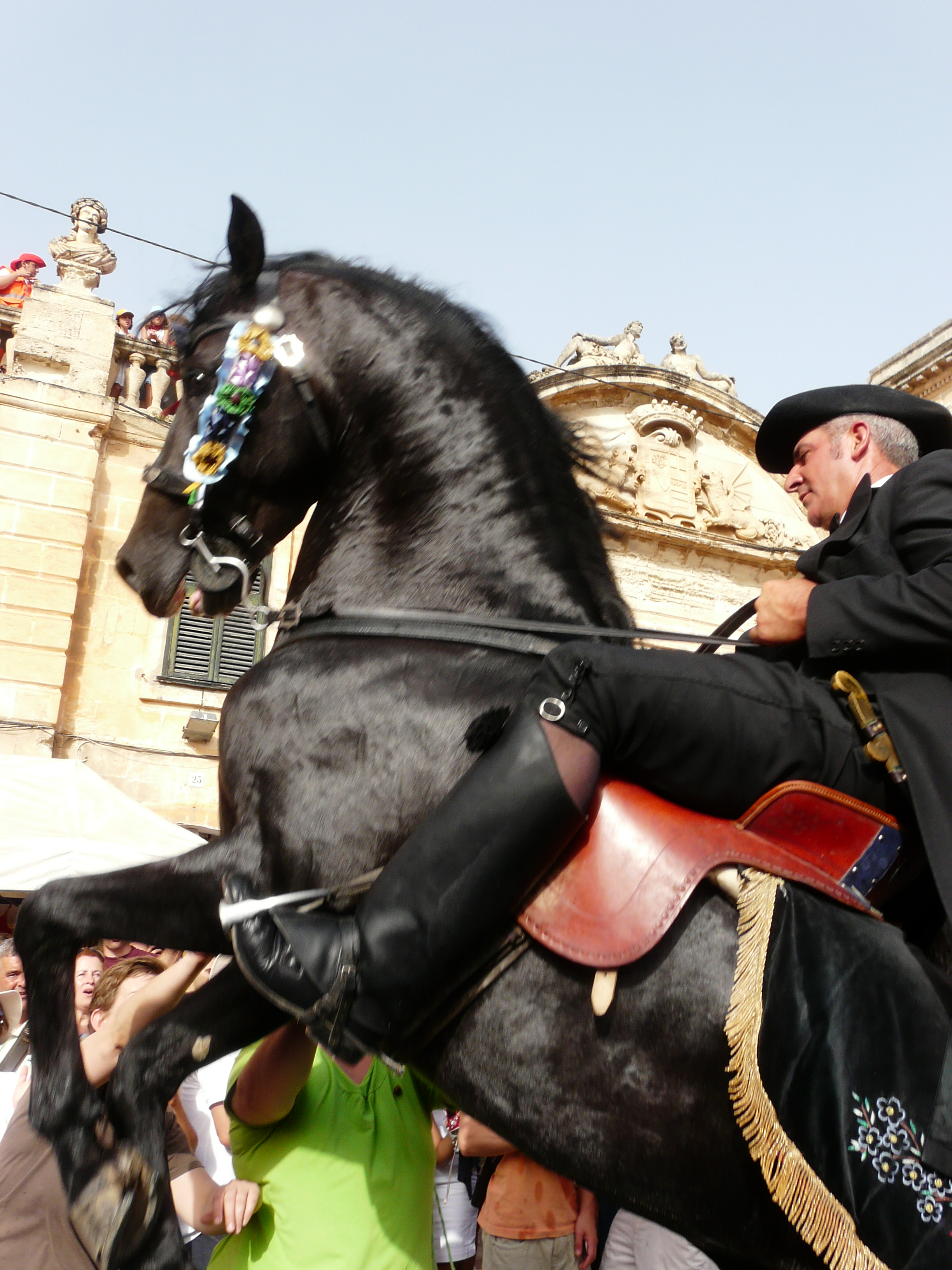
Minorquin en spectacle.

### Lignées célèbres

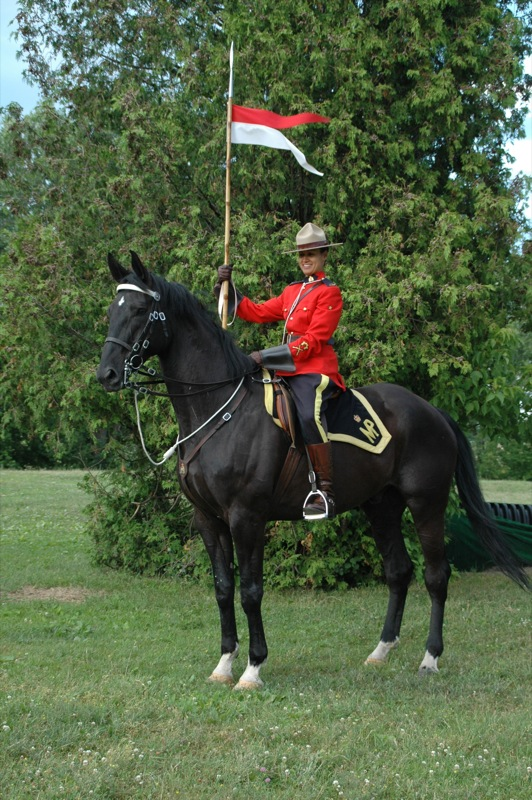
Cheval du carrousel de la Gendarmerie royale du Canada.

Au cours de l'histoire, des lignées de chevaux noirs ou des utilisations exclusives de chevaux portant cette robe se sont illustrées. Traditionnellement, les compagnies de mousquetaires et les régiments de grosse cavalerie de la garde royale n'acceptaient que des chevaux noirs. Les grands black cart horses du Lincoln, qui transportaient le charbon à Londres au XIXe siècle, étaient eux aussi tous noirs, avec toutefois beaucoup de marques blanches.
La gendarmerie royale du Canada, plus connue sous le nom de « police montée », élève sa propre lignée de chevaux noirs spécialement pour son célèbre carrousel.

## Génétique
L'apparence du cheval, peau, yeux et couleur du pelage et des crins, est déterminée par des pigments nommés mélanines. Deux types de mélanines sont sécrétées par les mammifères : l'eumélanine, qui est visuellement dans les tons noirs à bruns, et la phéomélanine, dans les tons rouges à jaunes. Des cellules spécialisées dans la peau et les yeux, nommées mélanocytes ou cellules pigmentaires, produisent des mélanines et les déposent dans la peau et les cheveux en utilisant des réactions chimiques complexes. Les instructions relatives à ces réactions chimiques sont génétiquement codés dans l'ADN, et sont donc héritées.

### Gènes en présence

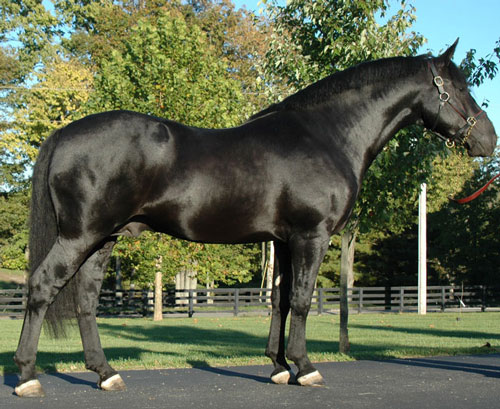
Trait irlandais noir.

La reconnaissance génétique du noir est assez simple (bien que les interactions entre les différents gènes soient plus complexes) car elle dépend de deux gènes : Extension (MC1R) et Agouti (ASIP). Le premier compte deux allèles ; le second, qui détermine la répartition des parties noires et « marron » du pelage, en compte trois, bay, black, et black to tan, moins documenté. L'allèle dominant d'Extension est noté « E » et donne au cheval un pelage et des crins complètement noirs. Sans E (cas d'un homozygote récessif « ee »), la robe du cheval est dépourvue de tout poil noir, et possède une teinte dans les nuances du roux au marron foncé, que l'on appelle l'alezan,.
L'allèle dominant d'Agouti est noté « A », et restreint la pigmentation noire à certaines parties du corps du cheval, les crins et le bas des membres, alors que le reste de la robe est de couleur rousse à marron foncé : c'est la robe baie. Lorsque l'allèle dominant du gène Agouti (« A ») est absent (homozygote récessif « aa »), le cheval est complètement noir,. Un cheval noir n'a donc besoin que d'une copie de l'allèle E du gène Extension pour présenter la robe noire, et n'est pas porteur d'autres gènes dominants tel que celui du bai (Agouti) ou du gris. Les chevaux bais peuvent porter un allèle black récessif qui ne s'exprime pas, mais est transmissible à leur descendance,.
En pratique, un cheval noir possède un code génétique de type "E_ aa". Il peut être dit noir homozygote (EE aa), ou hétérozygote (Ee aa).
Un cheval bai possède un code génétique "E_ A_", il peut être hétérozygote sur Extension (Ee A_), sur Agouti (E_ Aa) ou sur les deux (Ee Aa).
Un cheval alezan peut être homozygote pour l'agouti (ee AA), homozygote pour extension (ee aa), ou hétérozygote (ee Aa).

### Mécanisme
Le gène Extension code la protéine MC1R, récepteur transmembranaire de la mélanocortine impliqué dans la synthèse de l'eumélanine. Une simple copie d'un allèle « normal » (E) suffit à colorer les poils de noir. Le gène agouti intervient en amont, et produit la protéine ASIP, qui est un antagoniste de MC1R. Une simple copie de l'allèle « normal » (A) suffit à bloquer la synthèse d'eumélanine. Les chevaux à robe noire peuvent donc être porteurs de deux types de mutations : des mutants « gain de fonction » de MC1R, avec leur récepteur à mélanocortine actif de manière constitutive, c'est-à-dire quels que soient les allèles « agouti » ; des doubles mutants « perte de fonction » du gène agouti, dont le produit (ASIP) serait inactif, et incapable de bloquer MC1R.

### Détermination de la robe du poulain

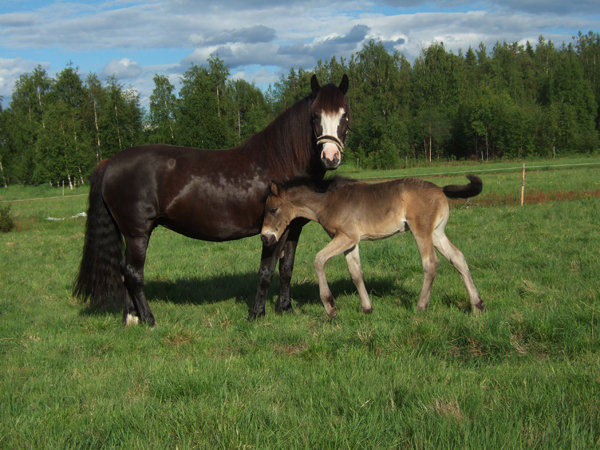
Cette jument noire de race trotteur Döle a donné naissance à un poulain bai, le cas est fréquent à la suite d'un croisement avec un étalon alezan ou bai.

Les recherches en génétique sont surtout appliquées par les éleveurs pour déterminer la robe d'un poulain à naître.
| Robe des parents | Robe du poulain                                                        |
| ---------------- | ---------------------------------------------------------------------- |
| Noir × noir      | Très généralement noire, rarement alezane                              |
| Noir × alezan    | Généralement baie, occasionnellement noire ou alezane                  |
| Noir × bai       | Généralement baie, plus rarement noire, occasionnellement alezane      |
| Bai × alezan     | Très généralement baie, plus rarement alezane, occasionnellement noire |
| Bai × bai        | Très généralement baie, occasionnellement alezane ou noire             |

Un cheval noir homozygote ne peut en aucun cas donner de poulain alezan, mais le croisement d'un cheval alezan avec un noir, même homozygote, donne rarement naissance à un poulain noir, puisqu'un cheval alezan est souvent transmetteur du gène Agouti, qui n'affecte que les parties noires du pelage. Le génotype du gène agouti existe donc chez l'alezan, bien que son phénotype ne s'exprime pas, alors qu'il s'exprime sur le noir, sur lequel il est dominant. Le croisement d'un cheval noir homozygote avec un alezan donne plus fréquemment naissance à un poulain bai, qu'à un poulain noir. Par conséquent, le croisement d'un bai et d'un alezan peut, dans de rares cas, donner un poulain noir. Le croisement d'un cheval bai et d'un noir, peut donner un poulain noir si le parent bai porte un allèle "a". Si les parents portent tous les deux un allèle ''e'', ce croisement peut également donner de l'alezan.

### Gènes modificateurs agissant sur la robe noire
La robe noire étant une couleur de base chez le cheval, plusieurs gènes sont susceptibles d'en modifier l'apparence. D'autres peuvent être présents bien que leur action reste invisible, c'est le cas des gènes hyothétiques Sooty, dont l'action ajoute une couleur noire à l'extrémité du pelage, et du flaxen, qui n'agit que sur la phéomélanine.

#### Crème, noir réglisse et perlino

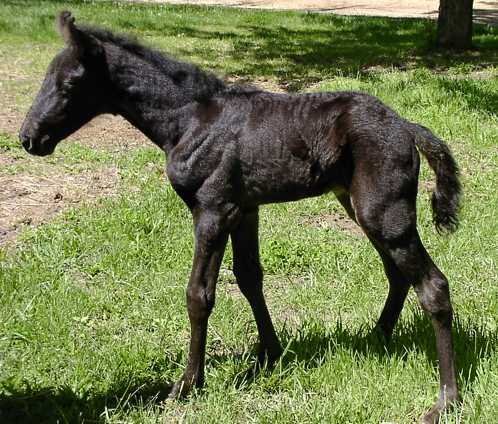
Pouliche noir réglisse, qui va s'éclaircir légèrement en vieillissant.

Il existe aussi des chevaux dits « noir réglisse », dont la robe de base noire est modifiée par un unique allèle du gène Crème. Ils naissent noirs et s'éclaircissent légèrement en vieillissant, ce qui les rend très difficiles à distinguer d'un cheval noir décoloré, d'un bai foncé ou d'un bai-brun. Selon une étude indienne datée de 2008, un unique allèle du gène Crème n'aurait toutefois aucun effet sur la robe noire, tandis qu'une double dilution par deux allèles du gène Crème donne un cheval perlino.

#### Grisonnement

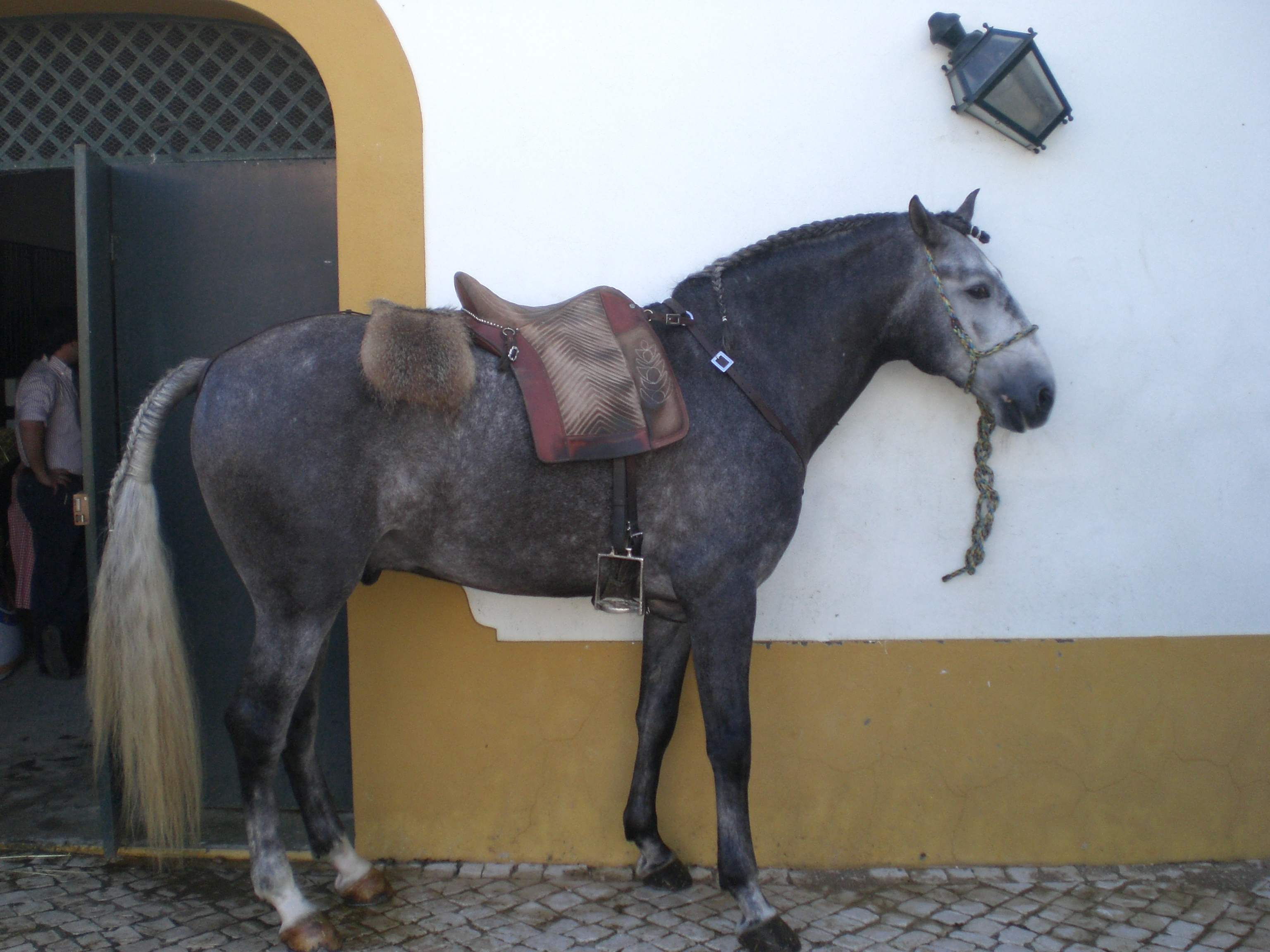
Né noir, ce cheval lusitanien change de couleur de robe sous l'effet du grisonnement, et pourra être d'apparence gris clair quelques années après la prise de la photo.

Le gène dominant du grisonnement peut affecter de nombreux poulains qui naissent d'apparence noire. Il bloque peu à peu la migration des pigments dans le pelage, des poils blancs commencent alors à apparaître sur la tête de l'animal, jusqu'à gagner le corps entier.

#### Gènes des robes pies et tachetées

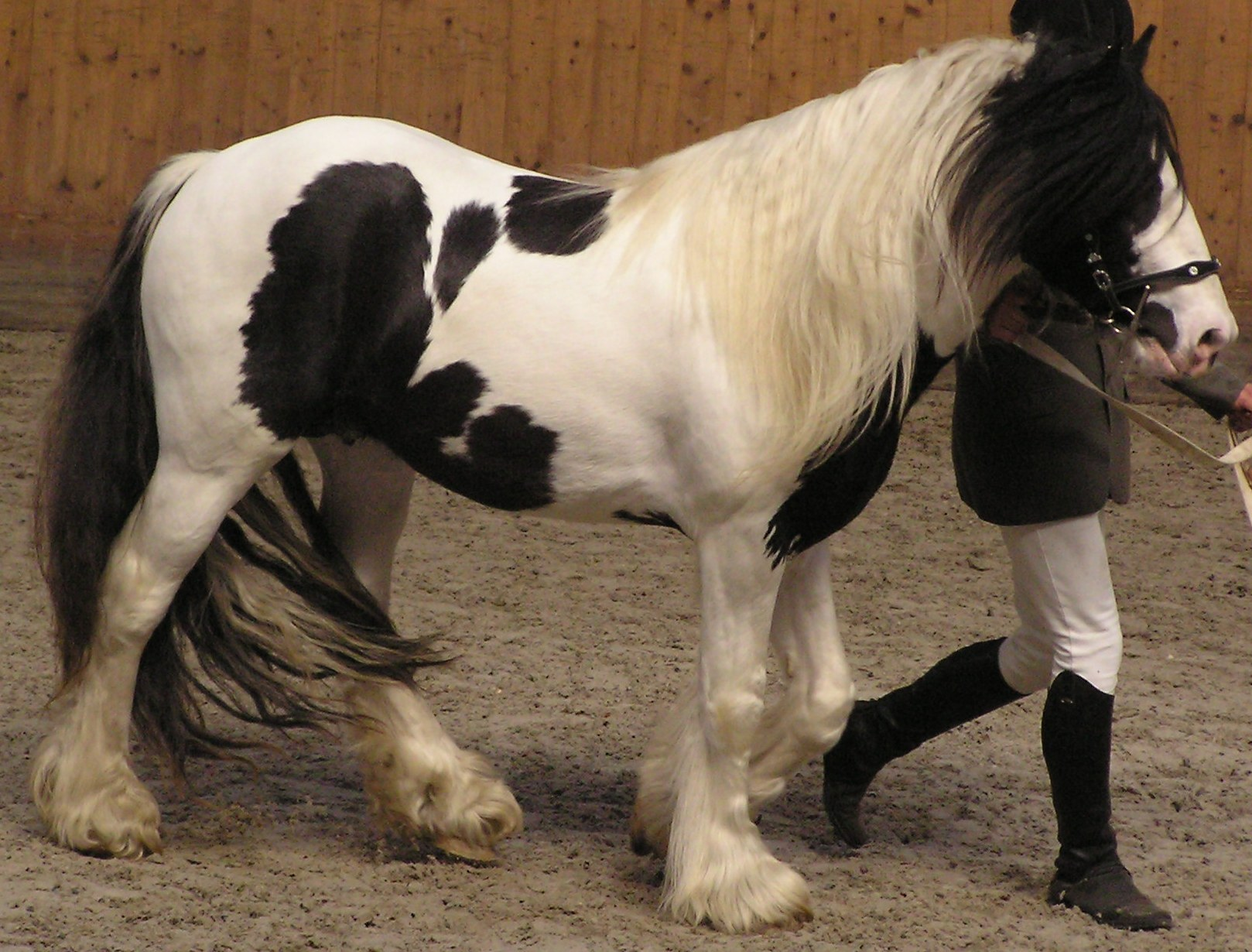
Cob irlandais noir exprimant le gène pie tobiano, qui lui donne de grandes taches blanches.

Les différentes variantes du pie (tobiano, overo…), du sabino, et du complexe léopard, peuvent agir sur le noir. Elles donnent à cette robe des taches blanches de plus ou moins grande taille sur tout le corps, ou inversement, le cheval semble porter de petites taches noires sur un fond de robe blanc. Les chevaux pie-noir ou noir-pie sont nommés Piebald par les anglo-saxons.

#### Gène Silver

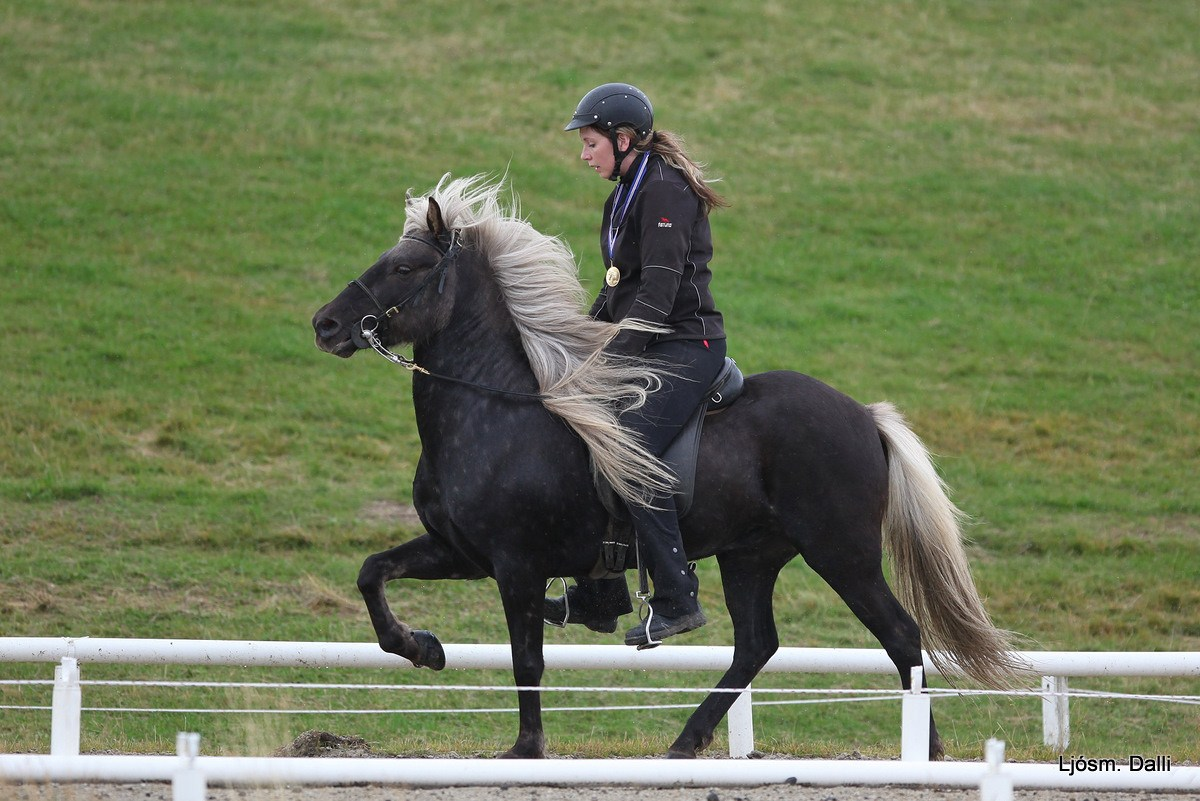
Un Islandais noir porteur du gène silver, exprimé par la couleur grise argentée de ses crins.

Le gène Silver (silver dapple en anglais) peut agir sur les pigments noirs, en donnant à la robe noire une couleur « chocolat », des pommelures plus claires et des crins de couleur gris-argent. Il n'existe qu'un faible nombre de chevaux noirs silver recensés dans le monde, surtout chez les races du Rocky Mountain Horse et de l'Islandais.

#### Rouannage

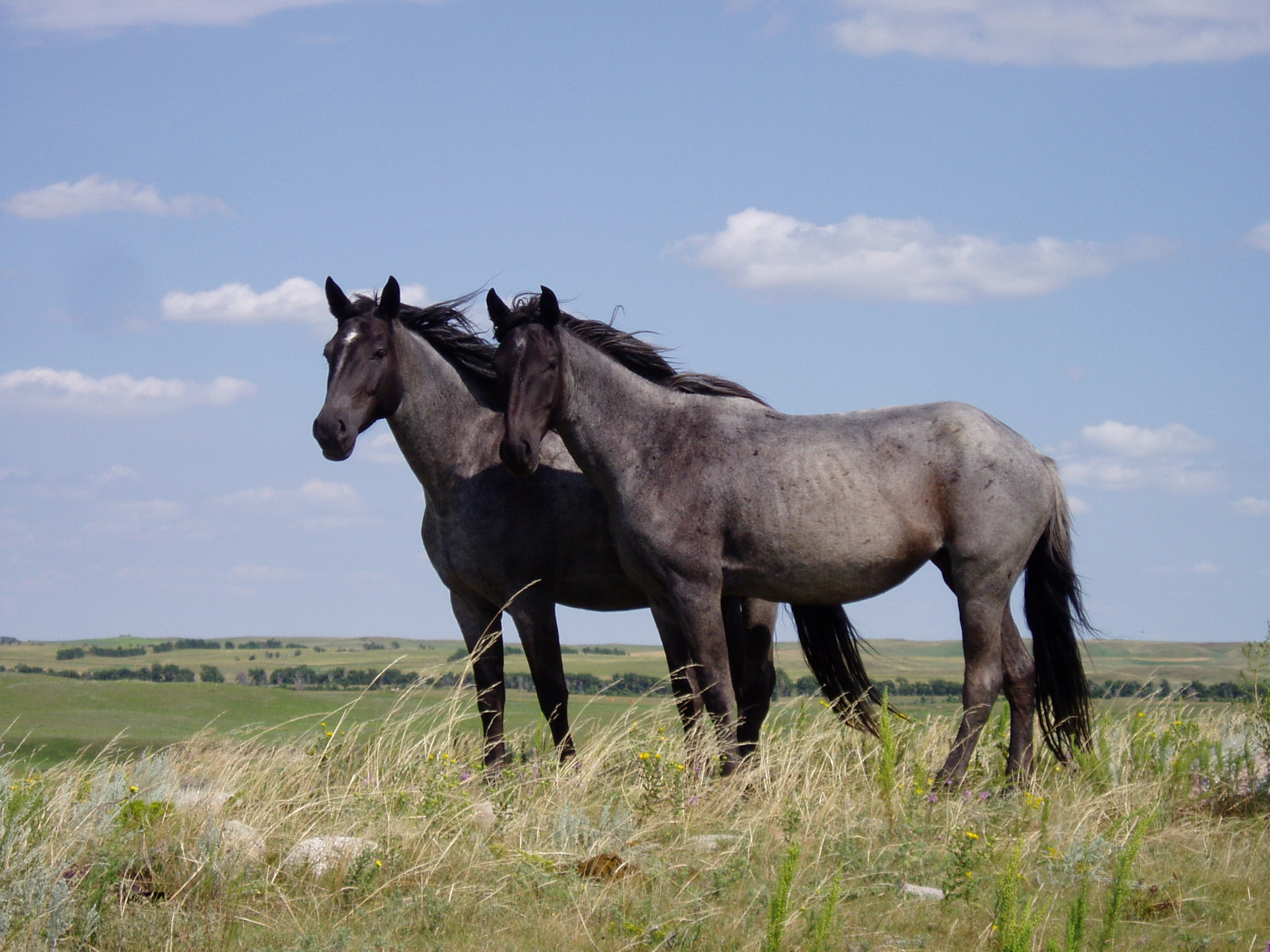
Chevaux Nokotas noirs porteurs du gène du rouannage. Leur tête, restée noire tout comme le bas de leurs membres, les différencie des chevaux grisonnants.

Le Rouan est un gène qui dissémine des poils blancs sur une robe plus foncée, à hauteur d'environ 50 % de poils blancs en moyenne. Les chevaux noirs affectés du gène rouan présentent des poils blancs sur les flancs et l'arrière-main, mais qui n'atteignent jamais la tête, et dont la répartition ne change pas au cours de leur vie. Les chevaux noirs porteurs du gène Rouan, blue roan en anglais, sont généralement nommés des « gris fer » en France.

#### Gène Dun et robe souris

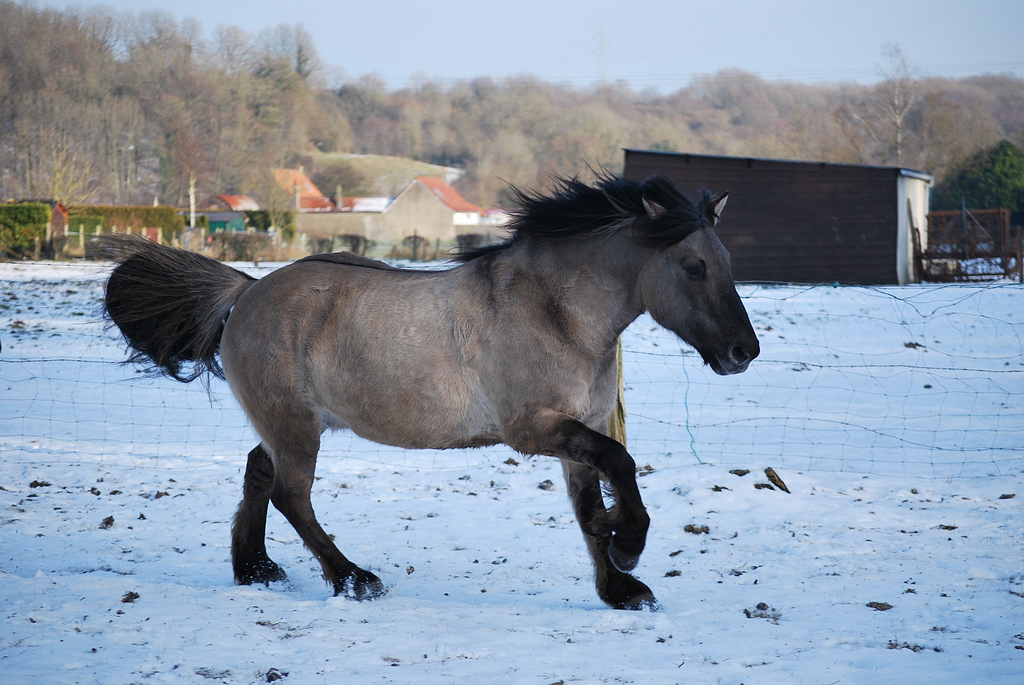
Poney de robe souris.

Un cheval noir portant une ou deux copies des allèles du gène Dun devient souris : la dilution de la robe de base noire rend chaque poil du pelage individuellement gris, à l'exception des crins, du bas des membres et de la tête.

#### Gène Champagne

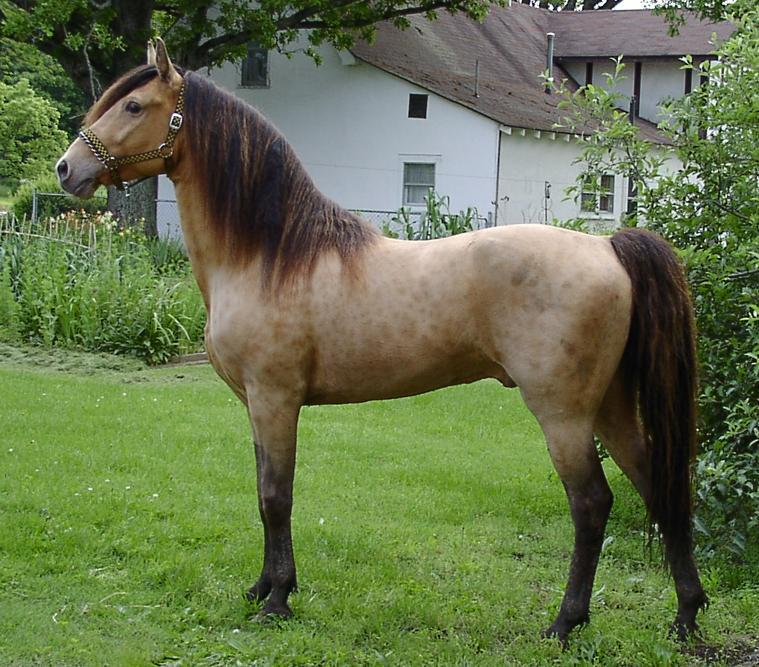
Robe « champagne classique », créée par la dilution du gène Champagne sur la robe noire.

Le gène champagne, très rare et surtout présent chez la race du Tennessee Walker, peut agir sur la robe noire en lui donnant une couleur marron pâle et une crinière dans les tons plus foncés. Cette robe est nommée « champagne classique ».

## Histoire

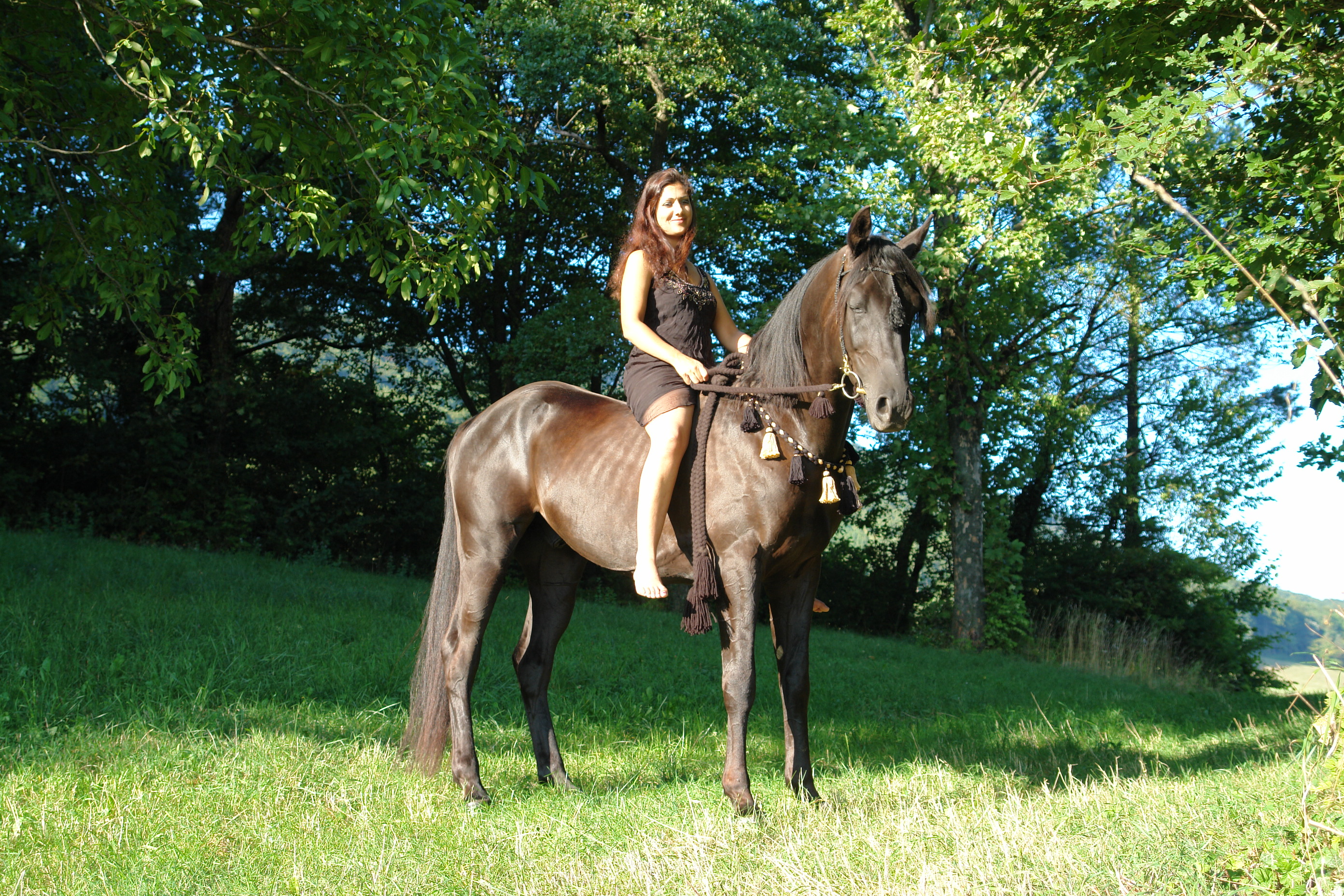
Ce cheval arabe d'apparence « brun foncé » est le type supposé de porteur du gène noir dominant.

Les premières études génétiques pour connaître la transmission de la robe noire datent du début du XXe siècle, et sont effectuées sur le Pur-sang. Dans les années 1940, le noir est reconnu comme l'une des trois robes de base du cheval, avec le bai et l'alezan. Une forme précoce de la théorie actuellement acceptée pour le gène Agouti a été présentée pour la première fois en 1951 par Miguel Odriozola dans A los colores del caballo, et revue ensuite par William Ernest Castle dans Genetics.

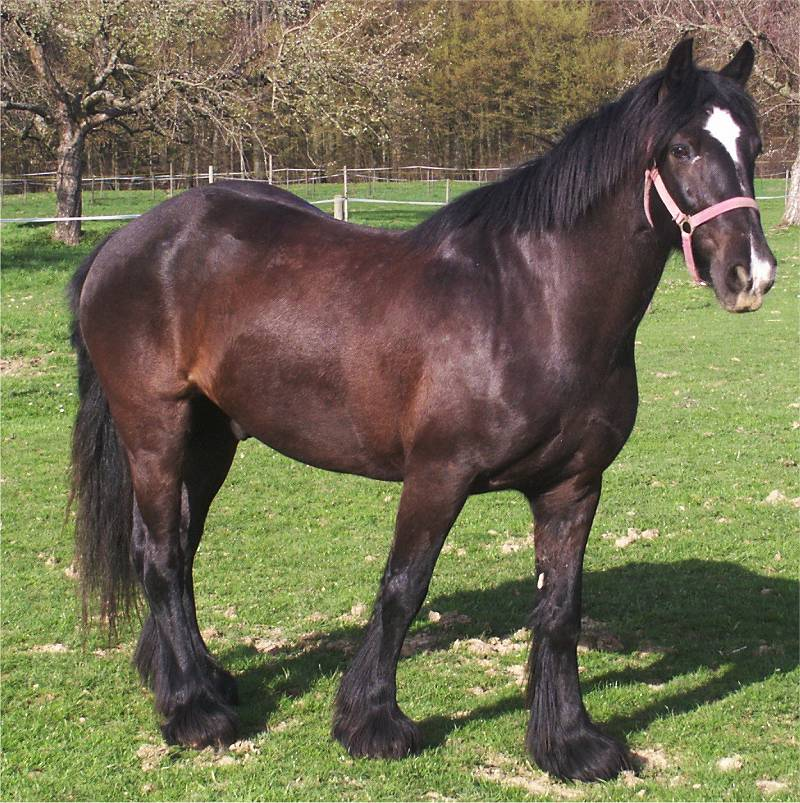
Ce cheval noir décoloré au soleil (a/a), peut être confondu avec un noir pangaré ou un bai foncé.

L'allure de la robe noire pure du cheval attire les éleveurs depuis des siècles, ce qui entraîne la présence de plusieurs races à la robe noire. L'élevage des chevaux noirs rencontre deux problèmes : quelques robes noires s'estompent avec l'exposition à la lumière et la transpiration, et la reproduction entre deux chevaux « noirs » produit parfois des non-noirs (typiquement, des alezans). Dans certains cas, les véritables chevaux noirs décolorés au soleil ont des robes plus sombres que les chevaux quasi-noirs. Plusieurs études effectuées en 1966 et 1997 ont supposé l'existence d'une mutation du gène Extension. Pour tenir compte de cela, W.E. Castle a postulé l'existence d'un troisième allèle du locus Extension : ED ou « noir dominant ». Sur la base de l'existence de telles conditions chez les autres animaux, Castle a suggéré que le gène dominant noir (ED) l'emporterait sur le modèle dominant de la robe Agouti (A) afin de produire des chevaux noirs ou presque noirs, qui pourraient avoir ensuite une descendance baie. L'implication est que la couleur de robe noire pangarée, qui est souvent presque noire, pourrait être produite par cet allèle.
De la même manière, D.P. Sponenberg a suggéré en 1997 l'existence d'un allèle Extension-brown (EB), dominant sur le type sauvage E pour exprimer la robe noire, d'après l'étude d'un étalon qui a donné naissance à une majorité de poulains noirs après croisement avec des juments baies et alezanes. Il a décrit un allèle responsable du gène sooty, ce qui permettrait de distinguer toutes les nuances de bai-brun de toutes les nuances de bai. Il suppose que la sélection de lignées équines sur la robe noire a augmenté la fréquence de ce gène. Cette théorie est oubliée après le séquençage de MC1R et de Extension, qui n'a pas montré l'existence de tels allèles.

## Chevaux noirs dans la culture

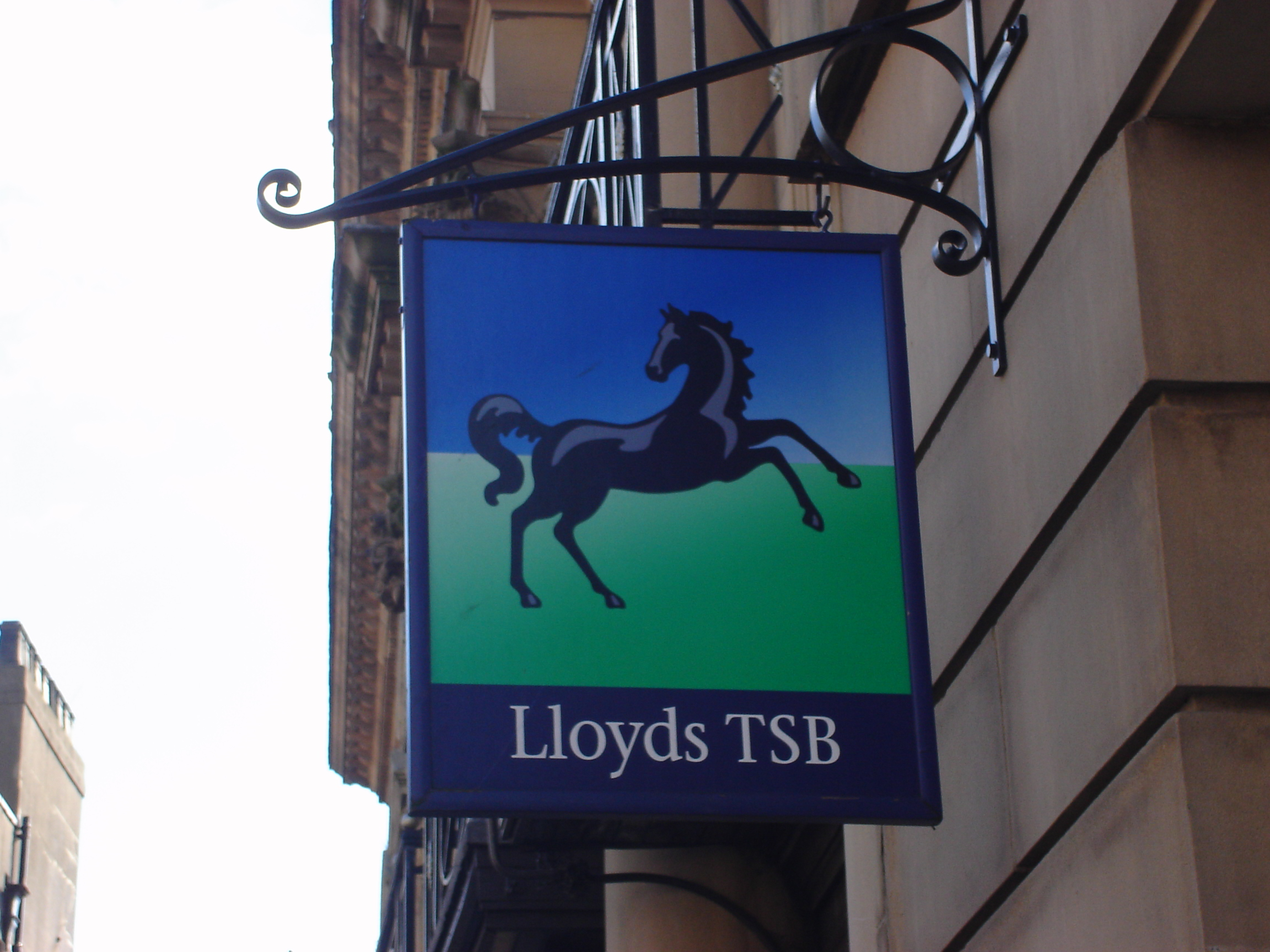
Le cheval noir de Lloyds Bank.

Bien qu'assez peu fréquente, la robe noire du cheval a toujours inspiré les mythologies, les superstitions, les contes, les écrivains et les croyances populaires. Cette fascination pour le cheval noir se ressent particulièrement dans les ouvrages jeunesse mettant cet animal en scène, comme la saga de L'Étalon noir écrite par Walter Farley. Le cheval noir cabré (il cavallino rampante) est l'emblème du constructeur automobile Ferrari ; et une des banques principales au Royaume-Uni, Lloyds Bank, a le cheval noir pour emblème.

### Symbolisme
Quand l'Agneau ouvrit le troisième sceau, j'entendis le troisième être vivant dire : « Viens ». Je regardai et je vis apparaître un cheval noir. Celui qui le montait tenait une balance à la main. Et j'entendis une voix dire, au milieu des quatre êtres vivants : « Une mesure de blé pour une pièce d'argent et trois mesures d'orge pour une pièce d'argent, mais ne touche pas à l'huile et au vin. […] Ils reçurent le pouvoir, sur le quart de la terre, de faire mourir les hommes par l'épée, par la famine, par la peste et par les bêtes sauvages de la terre.

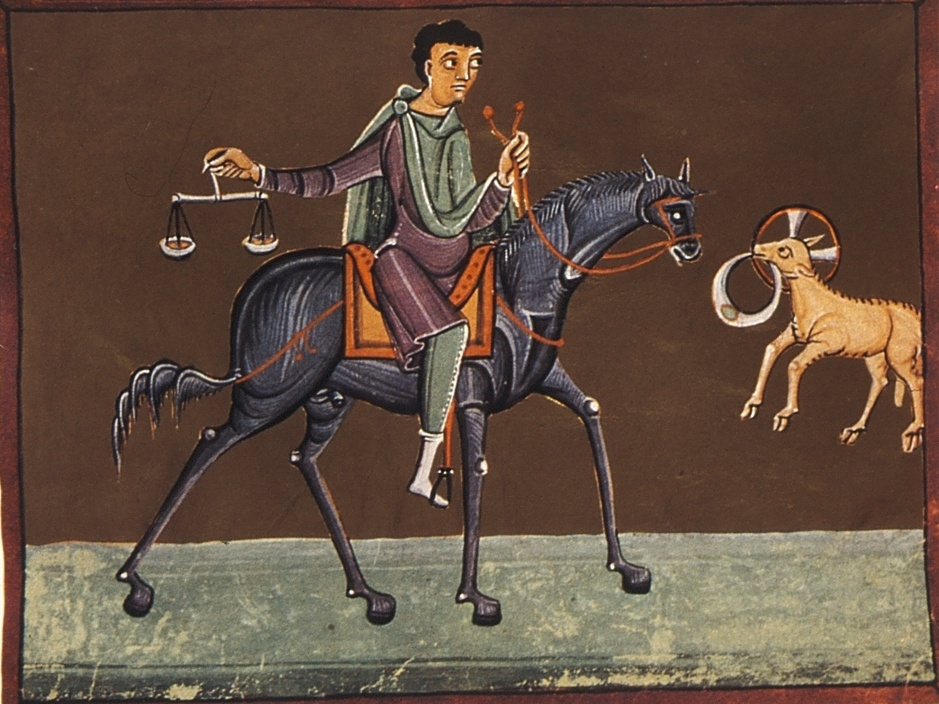
Miniature médiévale représentant le troisième cavalier de l'Apocalypse.

Le symbolisme de la robe noire chez le cheval varie énormément selon les régions du monde. D'après Amélie Tsaag Valren, le changement du rapport avec la mort induit par le christianisme au Moyen Âge entraîne une modification de la symbolique des animaux noirs, le chat ou le corbeau comme le cheval. Elle note également un fort rapport entre la robe noire du cheval et la femme, « aucune autre robe équine n'étant davantage associée aux femmes que celle-ci ». De manière générale, le cheval noir représente la sauvagerie, le mal et l'anarchisme. En Europe de l'Ouest, cette couleur est surtout associée au Diable, aux enfers chtoniens, aux cauchemars, à la mort et au deuil depuis le Moyen Âge.

#### Diabolisme et hérésie
La jument noire est diabolique suivant cette croyance médiévale voulant que toute femme ayant commis pêché de chair avec un clerc soit ainsi métamorphosée. Le cheval noir est de plus un symbole d'hérésie, à travers notamment le roman de Fauvel qui met en scène un tel animal (d'autres versions le présentent comme un âne), subversif envers l’Église. Le cheval, surtout le noir qui apparaît seul au milieu de la nuit, est considéré comme un animal du Diable en Alsace. Il renverserait dans sa course le voyageur solitaire ou attardé, ou bien le forcerait à monter sur lui, franchissant avec ce malheureux les haies et les fossés afin de le jeter dans un endroit entièrement inconnu. On lui attribue aussi le pouvoir de changer les femmes sorcières en chevaux, car en 1839, l'histoire suivante est consignée à Bouxwiller :

« Un paysan fut réveillé pendant la nuit par un bruit étrange, extraordinaire, qui partait de son écurie. Il se leva et quel fut son étonnement de voir entre ses deux chevaux tremblants et s'agitant avec inquiétude, un autre cheval tout noir, noir comme du charbon et la crinière hérissée. Le paysan voulut prendre par la tête cet étrange animal pour le faire sortir, mais il se mit à ruer si bien et si fort, qu'il fut obligé de se retirer sans avoir réussi. Quelques jours après il entendit le même bruit et trouva le même cheval noir entre les siens. C'est alors qu'il remarqua qu'il n'avait pas de fers aux pieds ; il réveilla en toute hâte le maréchal qui logeait à côté de lui, et qui ferra incontinent l'animal. Le lendemain matin on entendit dans une maison voisine, une voix de femme poussant des cris lamentables; quand on vint chez elle, on la trouva couchée au lit ; elle avait aux mains et aux pieds des fers-à-cheval. »

— Fédération des sociétés d'histoire et d'archéologie d'Alsace, 1851, Revue d'Alsace

Un autre exemple est le cheval noir situé dans l'impasse de l'Enfer à Sélestat.

#### Mort et deuil

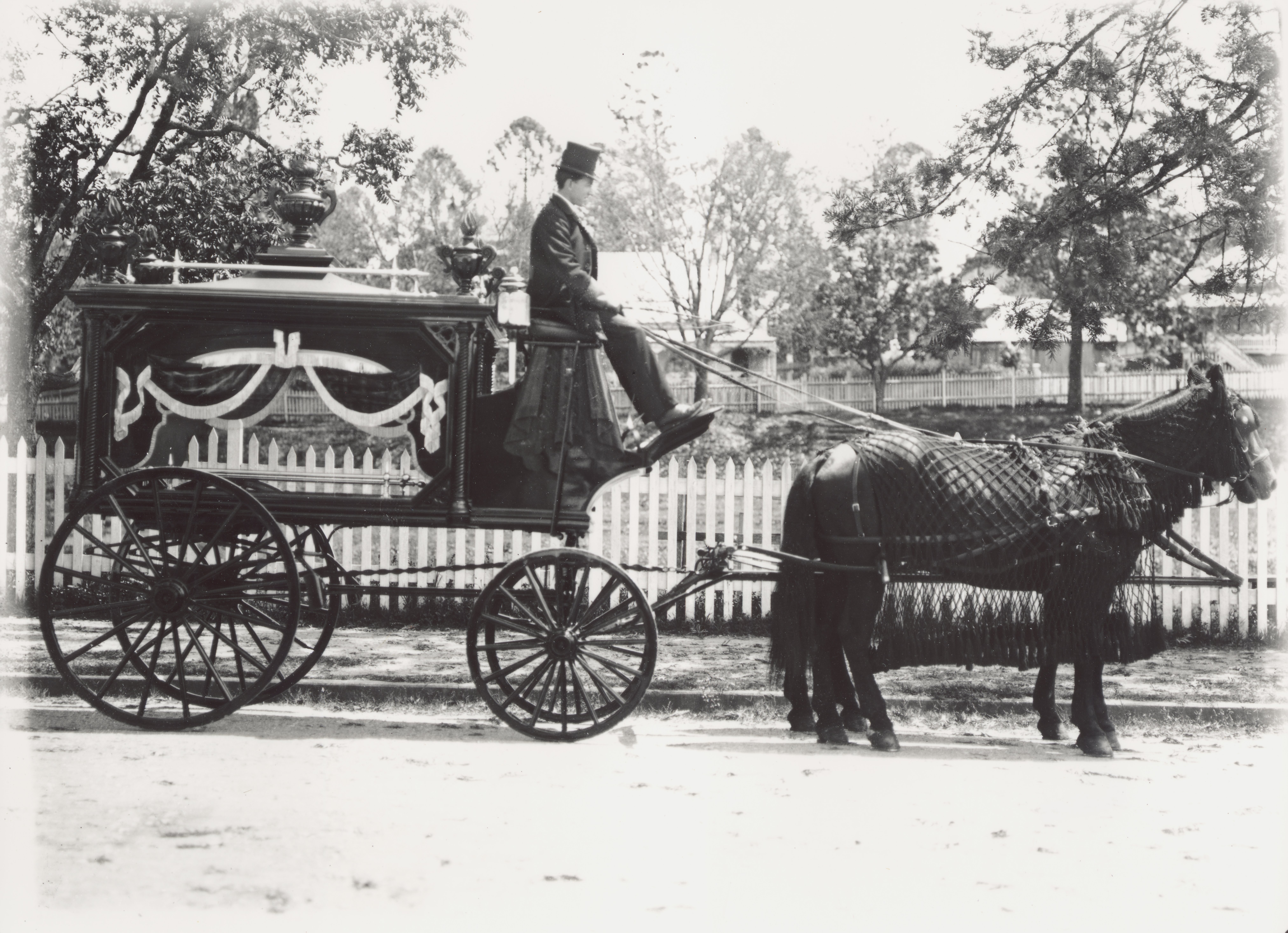
Corbillard hippomobile américain vers 1900, attelé de chevaux noirs.

Le cheval noir revêt le même sens de maladie et de mort dans les interprétations des rêves au Moyen Âge. L'un des quatre cavaliers de l'Apocalypse, représentant la famine et le manque, monte un tel animal. Les corbillards occidentaux, peints en noir, sont fréquemment attelés de chevaux de la même couleur :

« […] et bientôt, ils aperçurent un char drapé de noir, traîné par quatre chevaux noirs, couverts de housses noires qui leur enveloppaient la tête et qui descendaient jusqu'à leurs pieds; derrière, deux domestiques en noir; à la suite deux autres vêtus de noir, chacun sur un cheval noir, caparaçonné de noir; sur le siège du char un cocher noir, le chapeau rabattu et entouré d'un long crêpe qui pendait le long de son épaule gauche; ce cocher avait la tête penchée, laissait flotter ses guides et conduisait moins ses chevaux qu'ils ne le conduisaient. Voilà nos deux voyageurs arrivés au côté de cette voiture funèbre. »

— Denis Diderot, Jacques le fataliste et son maître
Alphonse de Lamartine résume ainsi le symbolisme des chevaux de son temps : « Là, un cheval blanc, signe de souveraineté, et un cheval noir, signe de deuil, attendaient l'empereur ».

#### Symbolismes non-occidentaux
Ah ! Mes serviteurs, mes jeunes serviteurs !

Attelez les bœufs gris
 
Et les chevaux noirs,
 

Farys par January Suchodolski, 1836.

Et allons à la recherche de mes jeunes années.
Dans les pays slaves, notamment en Russie, le cheval noir symbolise la vivacité et la jeunesse fougueuse. Il est attelé au char des mariés. L'animal est consacré au dieu slave du sud Triglav.
En Orient, la robe noire symbolise le pouvoir et la puissance. Offrir un cheval noir à un ami est une marque de grand respect revêtant aussi une fonction apotropaïque contre le mal et les maladies. Dans le Japon ancien, notamment à l’époque de Heian, on offrait un cheval noir aux temples de Nibu et de Kibune pour obtenir de la pluie, alors qu'un cheval blanc était censé faire venir le beau temps.
En Afrique, notamment en Guinée, le cheval noir est un symbole de beauté.

### Mythes et légendes

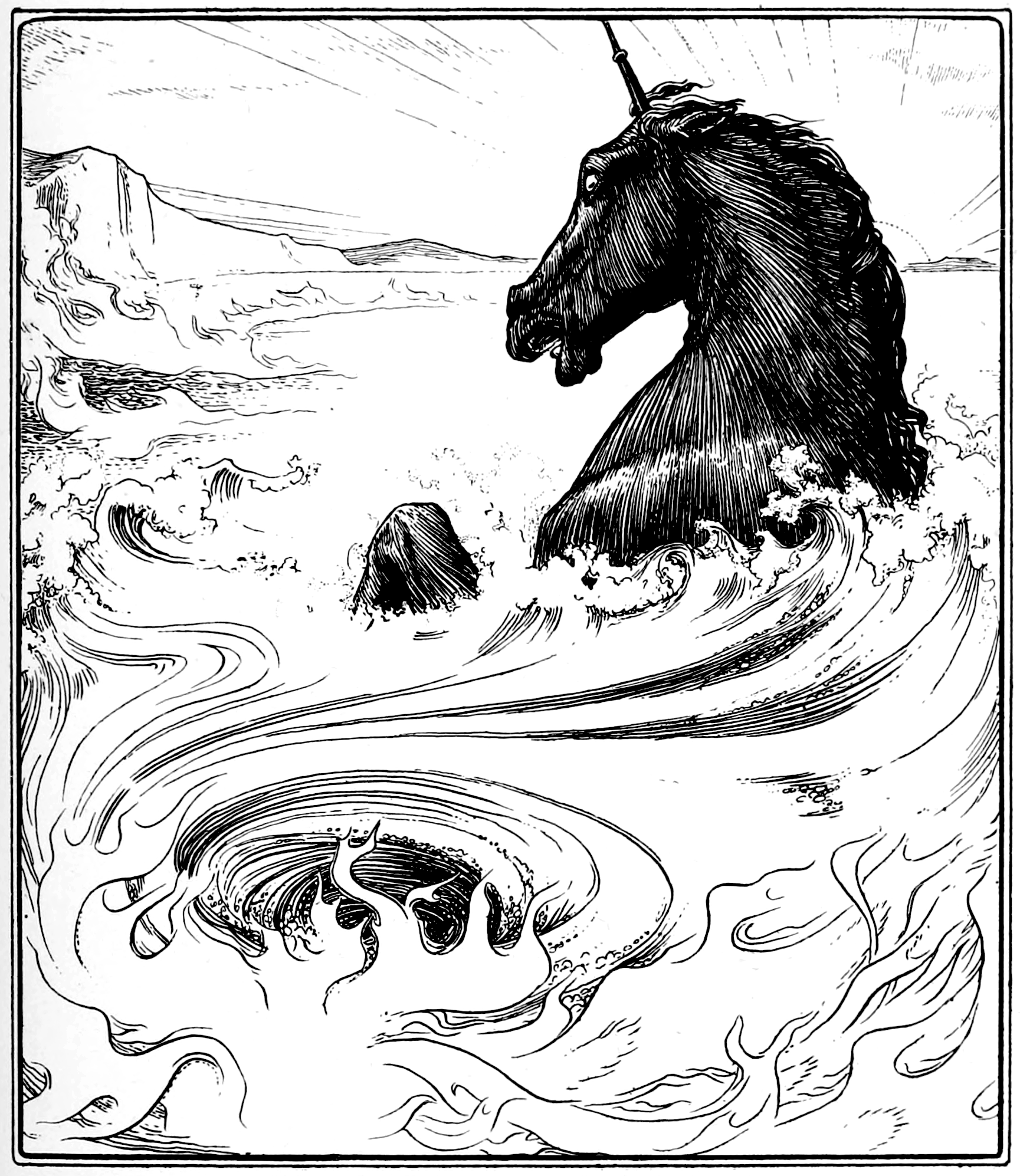
Le cheval noir (The black horse), illustration de John Dickson Batten dans More Celtic Fairy Tales.

En raison de la symbolique de la couleur noire comme celle de la mort et du Diable dans les traditions occidentales, le cheval noir est souvent considéré comme mauvais dans les mythes et légendes. Il existe plusieurs personnages nommés Mélanippe (jument noire) vues comme « celles des chevaux noirs », c'est-à-dire « des chevaux de la mort » dans la mythologie grecque. Mélanippe fille de Chiron est transformée en jument noire après avoir trop usé de son don de prophétie.
Le cheval noir forcé à bâtir une église dans plusieurs histoires du folklore québécois est en fait le Diable déguisé. Un autre cheval noir québécois emmène les fêtards sur son dos puis tente de les noyer dans le fleuve Saint-Laurent. Le cheval Mallet, incarnation du Diable tel que Claude Seignolle le décrit, est noir et tente les voyageurs fatigués de le monter pour ensuite les tuer. Le drac, créature légendaire liée encore une fois au Diable et à l'eau, prend la forme d'un cheval noir pour tenter un marquis de la Basse Auvergne de le chevaucher, et manque le noyer dans un étang selon une autre légende locale. Une ballade populaire provençale parle d'un lutin qui, sous la forme d'un cheval-fée noir, précipite trente cavaliers à l'eau : « En effet, plus le cheval avançait dans la mer, plus l'eau les gagnait ; elle monta enfin jusque par-dessus leurs têtes, et ils furent tous noyés. ». En Écosse, un attelage rouge et noir enlève les enfants :

« Les Lamies écossaises […] enlèvent surtout des enfants […]. Il y en avait qui envoyaient de toutes parts des esprits inférieurs conduisant des voitures peintes en rouge, couvertes de toile rouge, attelées d'un cheval noir »

— Collin de Plancy, Dictionnaire infernal
Le cheval noir est également un personnage de contes. Dans le légendaire breton, Morvac'h (le cheval de la mer), qui est capable de courir sur les flots, n'est pas décrit comme maléfique bien que les conteurs racontent qu'il expire des flammes par les naseaux lorsqu'il galope. Le cheval noir est aussi une monture magique capable de parler dans un conte des More Celtic Fairy Tales, et un jeune homme ayant appris à se métamorphoser dans un conte populaire russe d'Alexandre Nikolaiévitch Afanassiév. Ce même auteur rapporte le conte Vassilissa-la-très-belle, où le cavalier noir sur son cheval noir symbolise « la sombre nuit », le cavalier blanc l'aube et le cavalier rouge le soleil du plein jour. Tous trois sont aux ordres de la sorcière Baba Yaga.
Le lutin Puck prend parfois l'apparence d'un cheval noir pour effrayer la population dans le folklore britannique. Dans un conte irlandais, Morty Sullivan monte un cheval noir qui est en fait le Phooka (Puck) déguisé, et le fait chuter.

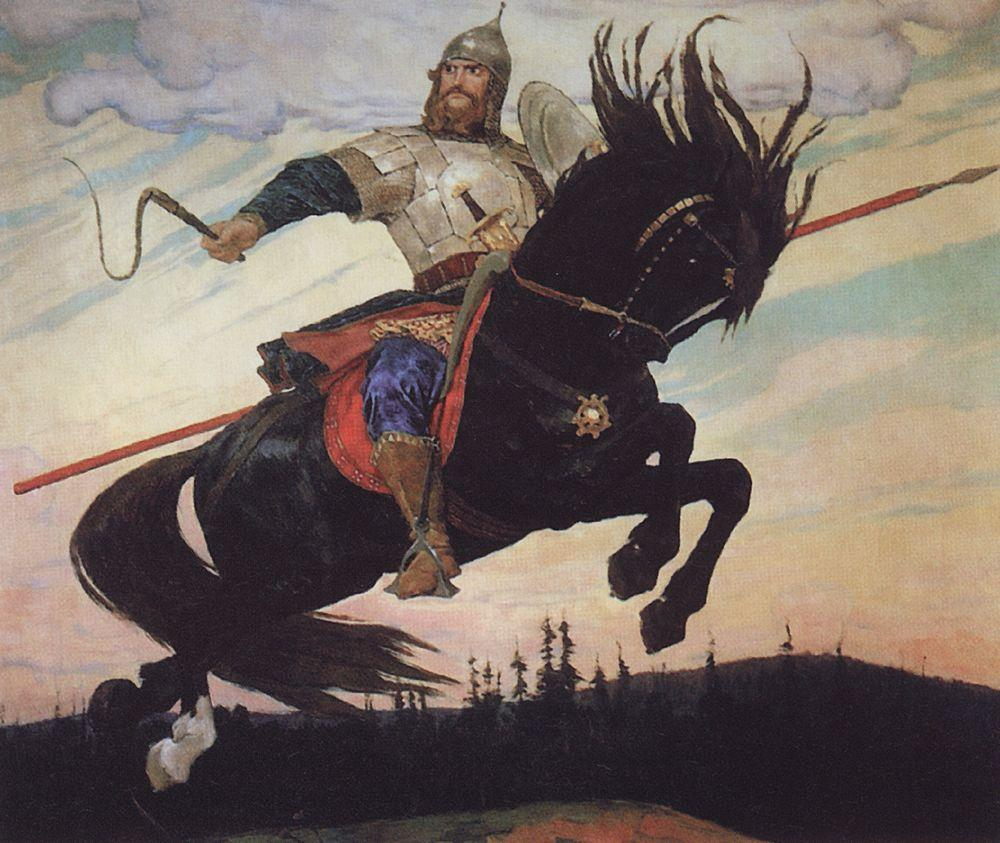
La chevauchée du chevalier, par Viktor Vasnetsov, 1914.

La figure du chevalier noir (sur un animal de la même couleur) est bien connue des traditions populaires et des écrivains.
Dans la légende arthurienne, Perceval vainc un chevalier noir et emporte sa monture, cet épisode possède peut-être une symbolique alchimique en relation avec la couleur de l'animal.
La jument noire est aussi l'animal du cauchemar dans le folklore anglophone, en raison du jeu de mots entre night mare, soit « jument de la nuit », et nightmare désignant le cauchemar. La Nightmare, jument noire maléfique aux crins de flammes, est une créature du jeu de rôle popularisée par Donjons et Dragons en 1977, dont la figure est issue de ce folklore plus ancien.

### Croyances, dictons et superstitions
L'idée selon laquelle la robe d'un cheval influe sur ses qualités et son tempérament a existé durant des siècles, et fait l'objet d'écrits ou de chansons.
Le cheval noir est globalement réputé pour être plus « mélancolique et endormi » que les autres. Au milieu du XIXe siècle, plusieurs auteurs affirment qu'il est peu à priser : « de même que la couleur des cheveux chez les hommes, celle des poils chez les animaux est souvent aussi un indice du tempérament. Ainsi […] j'ai rencontré, sous la robe noire, beaucoup de chevaux froids et paresseux. Les Espagnols font grand cas du cheval noir zain : Beaucoup, disent-ils, désirent un cheval noir zain, et peu ont le bonheur de l'avoir ». À la même époque, un dicton français dit « Cheval noir, tout bon ou tout mauvais ».
Ces auteurs reprochent aux chevaux noirs d'avoir des vices de constitution, des maladies, d'être sujets à la cécité ou d'avoir une mauvaise vue à cause de leur globe oculaire bleuâtre. En 1883, Honoré Pinel ajoute que le cheval noir est considéré comme un porte-bonheur en Allemagne, où il est nommé « rapp », un nom issu du mot allemand pour désigner le corbeau.
La sélection des chevaux sur une couleur de robe est étroitement liée à un certain eugénisme et même au racisme qui montait à la fin du XIXe siècle et au début du XXe siècle. Ainsi, E. Lavalard n'hésitait pas à mettre en relation les qualités des chevaux avec la couleur de leur robe dans un ouvrage paru en 1905 : le noir y est vu comme une couleur orgueilleuse, perverse, issue de croisements avec des chevaux étrangers défectueux, tandis que la couleur grise, donc claire, est présentée comme la preuve d'une race pure et de qualité.

### Art
Le cheval noir est représenté dans l'art, notamment dans l'héraldique, et en peinture.

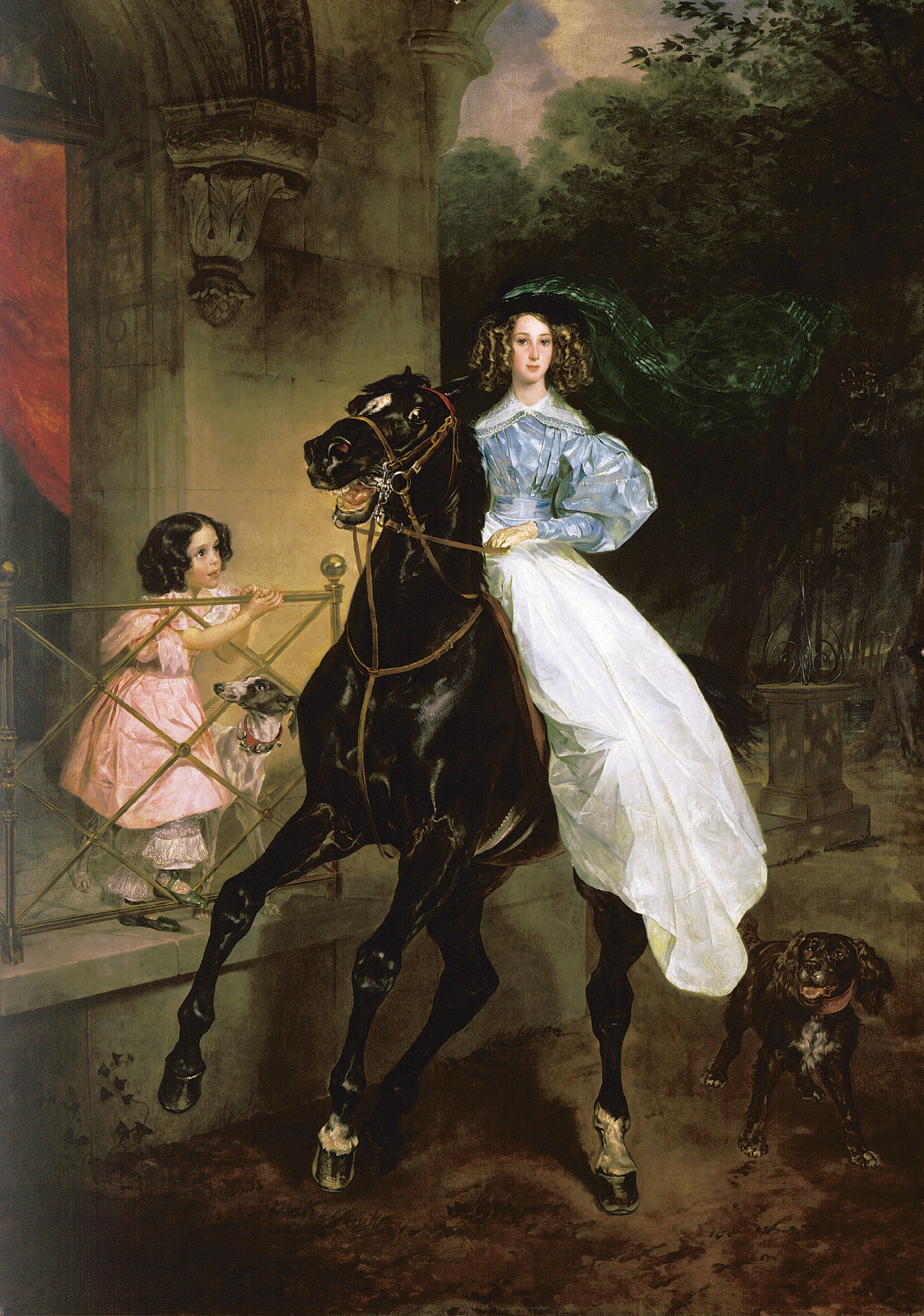
Portrait de Giovannina et Amacilia Pacini, les Enfants de la comtesse Yu Foster, Karl Pavlovitch Brioullov.
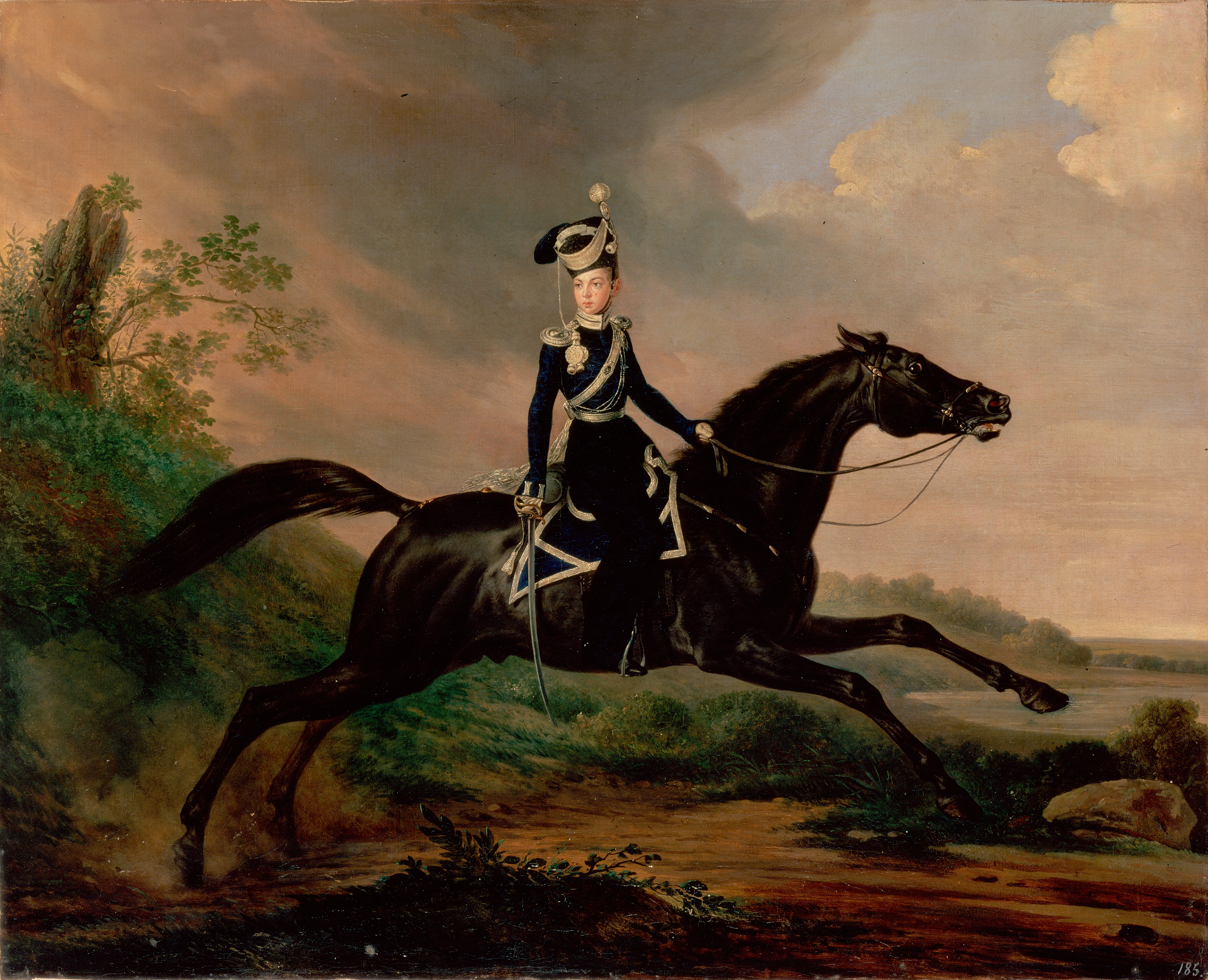
Portrait équestre du prince Alexandre Nikolaïevitch par Franz Krüger.
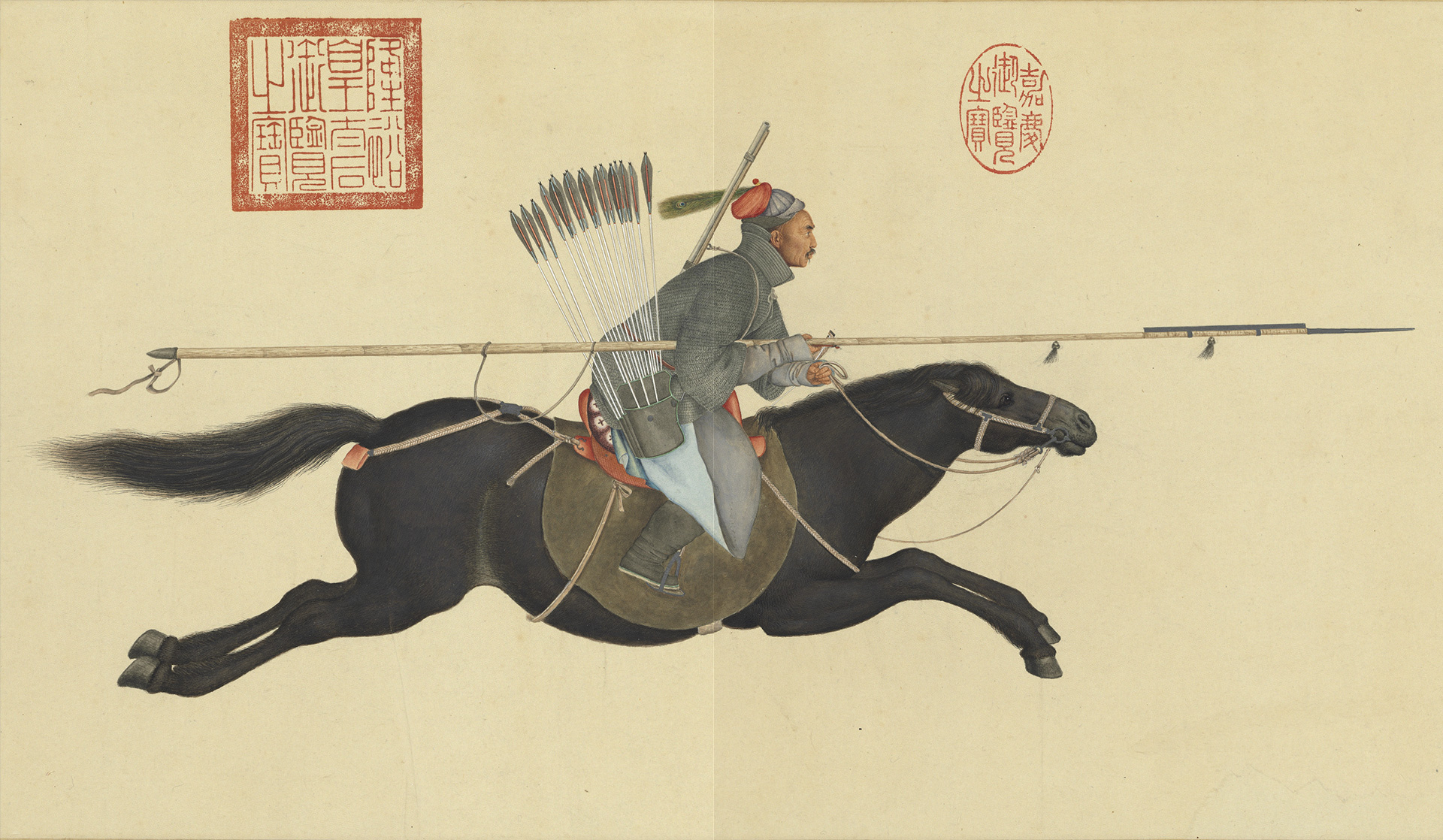
Parchemin chinois sous la dynastie Qing.
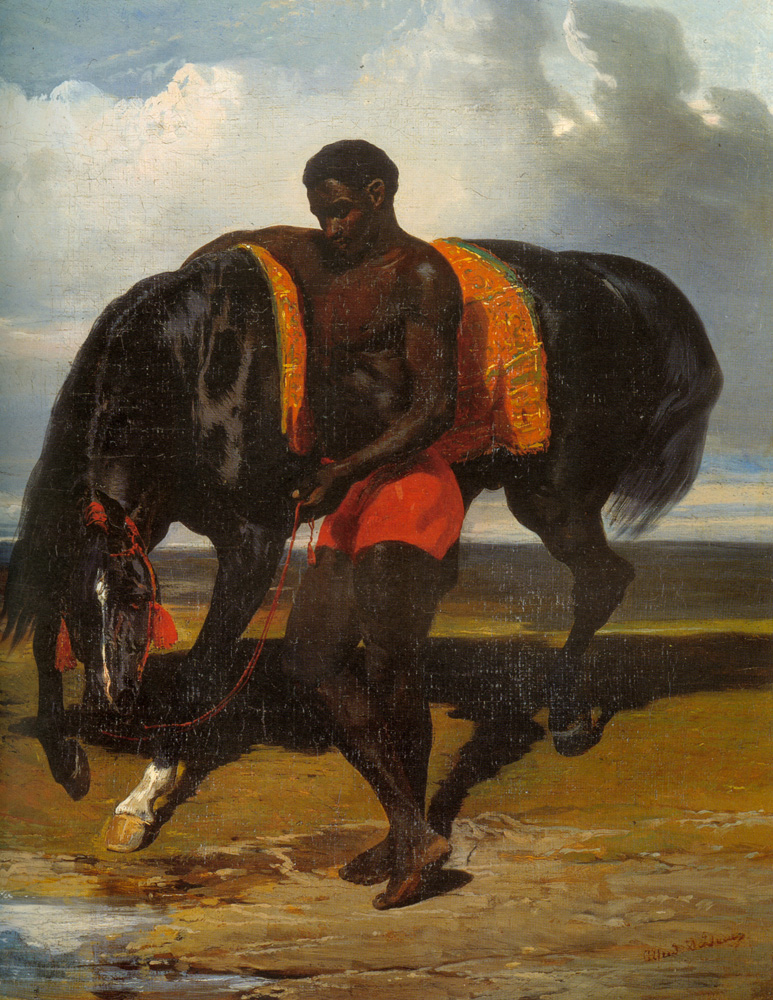
Africain tenant un cheval au bord d'une mer, par Alfred de Dreux.

### Littérature et cinéma
La nuit je monte un cheval noir,

Et le matin je reviens sur un isabelle.
 
Ce sont des chevaux de vin que jamais l'on a fait transpirer,
 
Et que l'on n'a pas dressés pour le jour des paris.
Les chevaux noirs sont particulièrement représentés dans la littérature et au cinéma, cette présence importante d'étalons fougueux à la robe noire est colportée par la littérature d'enfance et de jeunesse, mais aussi par les westerns où le cow-boy capture l'étalon le plus farouche d'un troupeau sauvage, très généralement de robe noire. Il en résulte un symbolisme global d'animal sauvage et indomptable.
L'un des plus célèbres est Black, l'étalon arabe de course créé par Walter Farley, auquel il fait explicitement référence à travers le titre de sa saga, L'étalon noir. Ces livres ont offert une vitrine internationale au cheval noir, grâce également aux films et à la série qui en sont tirés. Black Beauty, écrit par Anna Sewell à la fin du XIXe siècle, est un autre roman jeunesse à succès, qui fait explicitement référence à la robe noire d'un cheval racontant son autobiographie, et qui a donné naissance à des films ainsi qu'une série télévisée.
Tornado, le cheval de Zorro, porte lui aussi toujours cette robe. Fury est l'étalon noir sauvage héros de la série télévisée western américaine du même nom, qui ne peut être monté que par le jeune Joey et dont les aventures ont été traduites, en livre, de l'anglais au français et à l'allemand. Mon beau cheval noir est un roman issu d'une ballade mongole dont le héros est un tel animal.

### Chevaux noirs célèbres

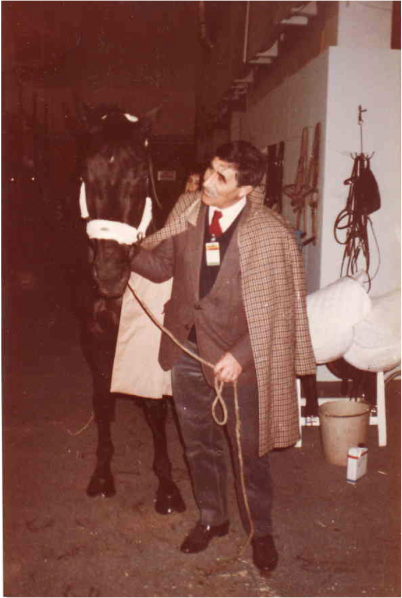
Jappeloup, célèbre cheval à la robe noire.

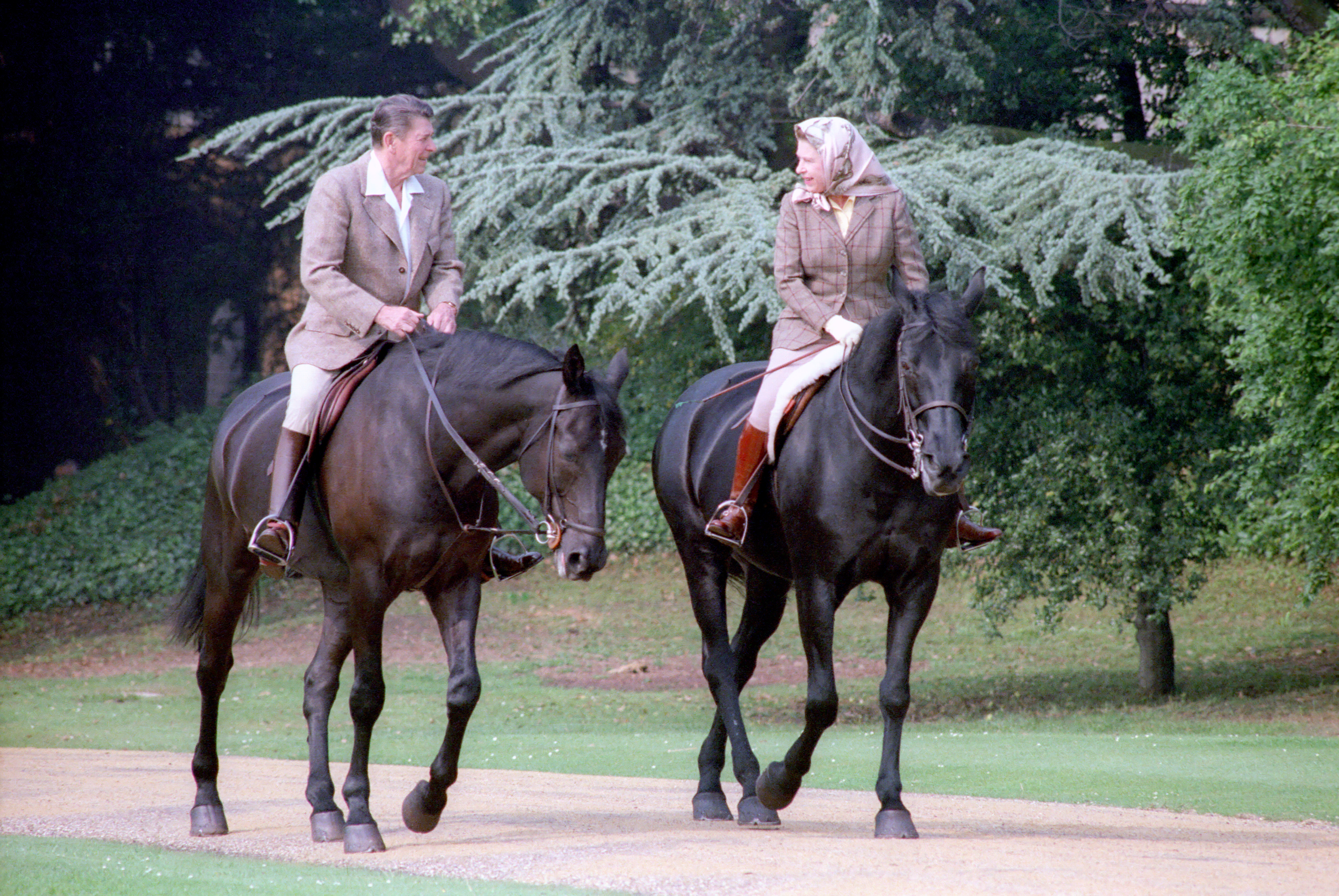
Ronald Reagan, sur Centenial, accompagnant la reine Élisabeth II sur Burmese, en 1982.

Certains chevaux sont devenus célèbres en partie grâce à leur robe noire, notamment dans le domaine du spectacle. C'est le cas de Hans le Malin, « cheval intelligent » qui défraie la chronique au début du XXe siècle, et de Zingaro, le Frison de Bartabas, qui a donné son nom à la troupe. Remarquable par sa présence, son charisme et sa puissance, il a laissé une empreinte indélébile sur les spectacles de la troupe de Bartabas. Cass Ole, un cheval arabe noir connu pour avoir joué le rôle de Black dans les films L'Étalon noir et Le Retour de l'étalon noir, a fait carrière dans le show et obtenu plusieurs prix. Burmese est une jument noire de la Gendarmerie royale du Canada, donnée à la reine Élisabeth II, et montée par la reine en parade pendant dix-huit années consécutives, de 1969 à 1986.
Jappeloup, petit cheval français de saut d'obstacles, est bien connu à travers ses duels contre le cheval anglais Milton, dont la robe gris clair d'apparence blanche tranche avec la sienne. Le public et les journalistes en ont retenu la lutte entre le cheval noir français et le cheval blanc anglais,. Totilas, étalon de dressage hollandais qui a fait sensation en 2009 et 2010, est lui aussi de robe noire. Chabdiz, la monture favorite de Khosro Parviz, est réputé pour être de couleur noire.